# Nina Alióshina
Nina Aleksándrovna Alióshina (en ruso: Нина Александровна Алёшина, AFI: [ nʲˈinə ɐlʲɪksˈandrəvnə ɐlʲˈɵʂᵻnə ]; (Moscú, 17 de julio de 1924 - Ibidem 17 de noviembre de 2012) fue una arquitecta rusa jefa del departamento de diseño Metrogiprotrans para el Metro de Moscú durante una década. Participó o lideró los proyectos de diecinueve estaciones del metro. Recibió numerosos premios durante su carrera, incluida la designación en 1985 de Arquitecta de honor de la República Socialista Federativa Soviética de Rusia. 

## Biografía
Nina Aleksándrovna nació el 17 de julio de 1924 en Moscú, República Socialista Federativa Soviética de Rusia, Unión Soviética. Era nieta del arcipreste de la Iglesia de la Resurrección de Cristo en Tarusa, Nikolai Uspensky, (en ruso: Николай Успенский) y Nadezhda Danilovna Yakhontova (en ruso: Надежда Даниловна Яхонтова). Se graduó en la escuela de música el mismo año de la invasión alemana de Rusia. Estudió piano, antes de estudiar arquitectura en el Instituto de Arquitectura de Moscú bajo la tutela de Boris Mezentsev, graduándose en 1950.

## Trayectoria profesional
Alióshina comenzó su carrera en el taller de Alekséi Dushkin, trabajando en dibujos para la renovación de la estación Novoslobódskaya, que se había completado años antes. Se centró en los tratamientos de paredes y pilones, mientras que su esposo, el artista Nikolái Alioshin, trabajaba dibujando imágenes para vidrieras. Ella diseñó el vestíbulo de la estación, que conducía a dos vestíbulos. Fue el primer proyecto de veinte en los que participó para el sistema de metro de Moscú.
Al final de la era de Jruschov, Alióshina estuvo a punto de dejar de trabajar en el metro, pero cambió de opinión. De 1981 a 1991, se desempeñó como arquitecta jefa del Instituto de Metrogiprotrans. Fue difícil, ya que se desempeñaba como jefa del departamento de diseño de todo el sistema de metro, mientras seguía desarrollando sus propios diseños. Alióshina visitaba los sitios de construcción a diario para mantener a los arquitectos y los constructores trabajando juntos y tenía una reputación de perfeccionista, que complicaba el rendimiento, pero que reforzaba el respeto de ingenieros y capataces con los que trabajaba.
En su carrera posterior, Alióshina escribió una historia, documentando detalles de diseño y las características únicas de cada estación en el sistema de metro para el Comité del Patrimonio de Moscú.

## Muerte y reconocimiento
Alióshina murió en Moscú el 17 de noviembre de 2012 y fue enterrada en el cementerio Vvedenskoye junto a su marido y su hija. Además de los premios que reconocen su trabajo, fue honrada don la distinción de Caballero de la Orden de la Insignia de Honor y recibió la Medalla "Por Valor Laboral".

## Proyectos
El proyecto de la estación de metro de Moscú comenzó en 1931 y los diseñadores tuvieron el desafío de planificar espacios que superaran la sensación de estar bajo tierra y, en cambio, lograran proporcionar artísticamente un espacio que fuera funcional y capaz de mover trenes y personas de manera eficiente, pero estéticamente agradable. Inicialmente, predominaron los materiales naturales, pero después de 1958, Metrogiprotrans se convirtió en hormigón, pintura y baldosas. En el período inicial, la mayoría de las entradas al vestíbulo se realizaban a través de edificios más grandes, pero en el movimiento de austeridad de la década de 1950, se realizó un cambio a estructuras de pabellón más pequeñas. A lo largo de la década de 1960, dominaron las estructuras utilitarias prefabricadas, pero su tamaño aumentó a medida que comenzaba la década de 1970. El diseño de columna poco profunda, apodado el "ciempiés" debido a sus techos con vigas nervadas a lo largo de una sala central con dos filas de columnas, era el estilo de diseño típico de la mayoría de las estaciones. Aunque  Alióshina cambió las formas de las columnas y los tratamientos decorativos en las estaciones que diseñó, fue un desafío hacer que cada estación fuera original, ya que al descender la entrada a la plataforma, el techo de nervadura de 150 metros de largo siempre fue lo primero. llamó la atención de los pasajeros.

### Proyectos de los años 50 y 60

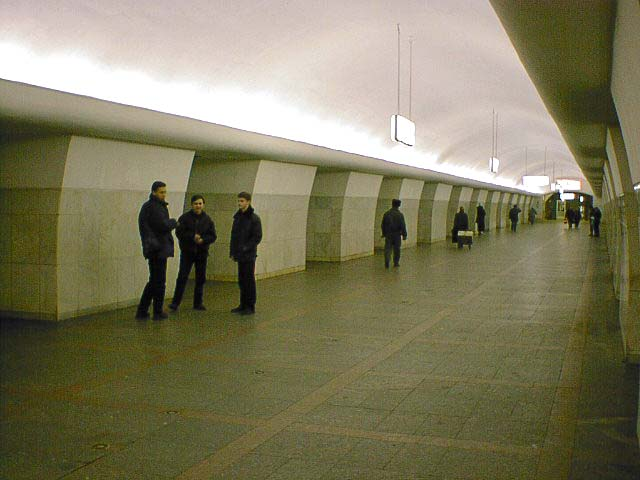
Estación Oktyabrskaya

En 1962, la estación Leninsky Prospekt, fue una colaboración de Alióshina con el arquitecto principal Aleksandr Strelkov y Yuri Vdovin, Valentina Polikarpova (en ruso: В. Г. Поликарпова) y Anna Marova (en ruso: А. А. Марова). El diseño era simple, con un pabellón sobre el suelo hecho completamente de vidrio, sombreado por un amplio alero sobre el cual había una celosía decorativa de hormigón. Al descender a la escalera mecánica cubierta profunda, el diseño utilizó una técnica de escalones superpuestos en lugar de una bóveda cilíndrica curva que se mantenía con el diseño de escalones del área de la plataforma. Los pilares, que se ensanchaban a medida que ascendían, flanqueaban el pasillo. Las columnas cuadradas estaban revestidas con mármol de color claro y eran más estrechas en los lados que corrían a lo largo del salón que en los lados más anchos que daban a las plataformas. Debajo de cada pilar había una "alfombra" de mármol de color marrón amarillento. Las paredes estaban revestidas con baldosas en forma de rombo con baldosas cerámicas de colores claros. El suelo estaba compuesto de granito gris y marrón de forma intencionalmente irregular.
En 1962, la estación Oktyabrskaya, también conocida como la estación "Octubre" fue otro proyecto de diseño conjunto de Alióshina con Strelkov y Vdovin. El diseño reflejaba del Modernismo soviético en la década de 1960. La estación presentaba una marquesina ancha e inclinada sobre la entrada de vidrio. La fachada frontal se dividió en el área acristalada y una celosía de ladrillo abierto con alternancia de huecos verticales y horizontales. Las torres de la sala de la plataforma, que se inclinaban y ensanchaban cerca de la parte superior, estaban revestidas con mármol de color claro. Encima de los postes había cornisas, donde se montaban los artefactos de iluminación. Paredes de azulejos en blanco y negro se alineaban en la pista y el suelo estaba revestido de granito gris y rojo.
En 1962, la estación Profsoyúznaya, también conocida como la estación "Trade Union", unió a Alióshina y Nikolái I. Demchinskii para el proyecto. No se construyó un vestíbulo sobre el suelo. El acceso se hizo descendiendo desde la calle Profsoyuznaya o la avenida Nakhimovsky Prospekt. Era una estructura prefabricada construida según un plan de diseño estándar. El pasillo presentaba 40 columnas revestidas con mármol gris azulado ondulado. Las paredes de la plataforma a lo largo de las vías estaban hechas de baldosas de cerámica vidriada blanca colocadas en diagonal sobre una base negra de baldosas horizontales. El suelo estaba pavimentado con granito rojo y gris.

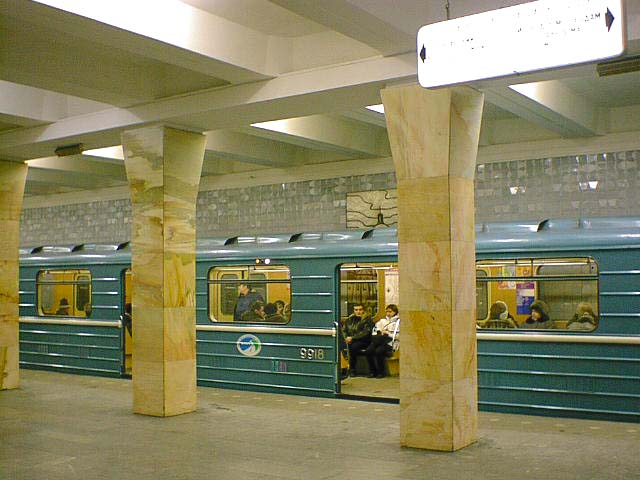
Estación Varshavskaya

En 1966, la estación Ryazansky Prospekt fue una colaboración de Alióshina y Yuri Vdovin, que tenía dos pequeños vestíbulos en Ryazan Avenue. No estaba prefabricado según las especificaciones estándar, sino que era una versión más estrecha de la estación típica. Columnas cuadradas, revestidas con mármol gris azulado de Ufaley flanqueaban el pasillo. Alrededor de cada columna había una "estera" de mármol rojo, pero el resto del suelo estaba pavimentado con granito gris. Las paredes de la pista estaban cubiertas con baldosas de cerámica blanca sobre una base negra y estaban cubiertas con ornamentación roja que reflejaba un patrón típico utilizado en tapetes o trabajos tejidos de la región de Ryazan .
En 1966, la estación de Taganskaya fue un proyecto de diseño conjunto de Alióshina con Yuri Vdovin y el escultor Eduard M. Ladygin (en ruso: Эдуард Михайлович Ладыгин). Las columnas del pasillo estaban revestidas con mármol de color claro, bordeado de mármol rojo, con paredes de azulejos de cerámica en blanco y negro. La iluminación estaba escondida detrás de los aleros. Los paneles en relieve en las paredes, realizados por Ladigin, representaron el tema de "La conquista del espacio". El pavimento del suelo era de granito gris y rojo.
En 1969, la estación Varshavskaya, también conocida como la estación "Varsovia", unió a Alióshina y Natalia K. Samoilova (en ruso: Наталья Константиновна Самойлова). La construcción comenzó en 1969 y utilizó ampliamente mármol de Gazgan, que naturalmente cambia la gradación de color de crema a negro, para crear una extensión policromada, que fue rota por filas de columnas que eran anchas en la cabecera y afiladas, disminuyendo de tamaño hacia la base.

### Proyectos de la década de 1970
En 1972, la estación Oktyabrskoye Pole, también conocida como la estación "Campo de octubre" fue una colaboración de Alióshina con LN Zaytseva (en ruso: Л. Н.Зайцева) y los escultores letones Džems Bodnieks y ru. Se accede a los pasajes subterráneos desde las calles People's Militia y Marshal Birjuzova. El pasillo presentaba columnas estriadas revestidas en aluminio, que se colocaron sobre una franja de suelo de granito gris. El resto del pavimento del suelo era de mármol blanco. Las paredes a lo largo de la pista eran de mármol negro en la base y pasaron a un mármol gris claro para la superficie principal. En las paredes se colocaron inserciones esculpidas en aluminio anodizado por Bodniek y Rysin con temas soviéticos.
En 1975, la estación Kuznetsky Most fue otro proyecto de diseño conjunto con Samoilova, así como con el artista Mikhail N. Alekseev (en ruso: Михаил Н. Алексеев). El diseño de la estación utilizó arcadas de columnas y arcos, evocando soportes en un viaducto, formado de mármol granulado gris azulado. Las paredes de la pista adjunta estaban decoradas con incrustaciones de aluminio forjado que representaban a la herrería, como las chispas que salían de un yunque, las tenazas y el martillo de la forja, armas y herramientas que un herrero podía usar o crear en su trabajo. Se colocaron luces fluorescentes suaves en una estructura romboidal nervada en el arco del techo para iluminar las pasarelas, Los arquitectos fueron galardonados con el Premio de la URSS por el Consejo de Ministros, en 1977.
En 1975, la estación Lubyanka fue una renovación de un proyecto originalmente completado en 1935 por Nikolai Ladovsky. Alióshina y Strelkov fueron contratados para reconstruir la estación "Dzerzhinskaya", conectándola con la nueva estación Kuznetsky Most y creando una estación real con una sala central. Debido a las condiciones degradadas del sitio original, los dos cilindros circulares de hormigón que se habían construido para los trenes fueron reemplazados por tubos de acero. El suelo que rodeaba el sitio era un tipo de arena movediza que requería que los ingenieros lo congelaran a una profundidad de treinta metros antes de que pudiera comenzar la construcción. Aunque criticado por no permanecer fiel al diseño original, Alióshina explicó que la forma de barril original de la estación no era práctica y que los diámetros del túnel eran demasiado pequeños para unirse a las estaciones más modernas. También explicó que el estilo no habría funcionado bien con la adición de una sala central. El mármol gris, que originalmente había revestido los cilindros fue reemplazado por baldosas blancas, aunque se conservó un fragmento del antiguo túnel. Los pilares de la estación estaban revestidos de mármol blanco y el suelo estaba pavimentado con granito rojo y negro.
1975, la estación Shchukinskaya, como la estación Kuznetsky Most, unió a Alióshina con Samoilova y Alekseyev. El diseño presentaba columnas estriadas de mármol Gazgan amarillento en las que las ranuras verticales estaban rellenas con una aleación de bronce y aluminio anodizado . Los detalles del suelo presentaban un granito gris en una cadena abierta que viajaba a lo largo del pasillo y las paredes estaban revestidas con mármol rojo ucraniano. Pegados a las paredes había paneles de aluminio corrugado del mismo aluminio anodizado y bronce. Fue la primera vez que el material se utilizó a una escala tan grande, ya que anteriormente, se utilizó para prohibir la corrosión en las palas de los helicópteros.
1978, la estación Medvedkovo fue otra colaboración de Alióshina y Natalia K. Samoilova y con la participación de VS Volovich (en ruso: В. С. Волович) y nuevamente contó con obras de arte de MN Alekseev. La estructura prefabricada presentaba filas de 26 columnas, revestidas de mármol de grano amarillo y rosa con inserciones de acero inoxidable. Las paredes de las vías estaban revestidas con mármol rojo y presentaban paneles de bronce y aluminio anodizado con formas piramidales para representar el hielo. El tema de la estación era la naturaleza del norte y las inserciones decorativas en los paneles de metal representaban escenas del medio ambiente. Las inserciones esculpidas de Alekseev mostraban varias imágenes que incluían gansos en vuelo, un cazador apuntando a gansos y otro oso cazador, un oso polar en un témpano de hielo, un trineo tirado por renos y otras imágenes. El suelo era de granito gris y negro.

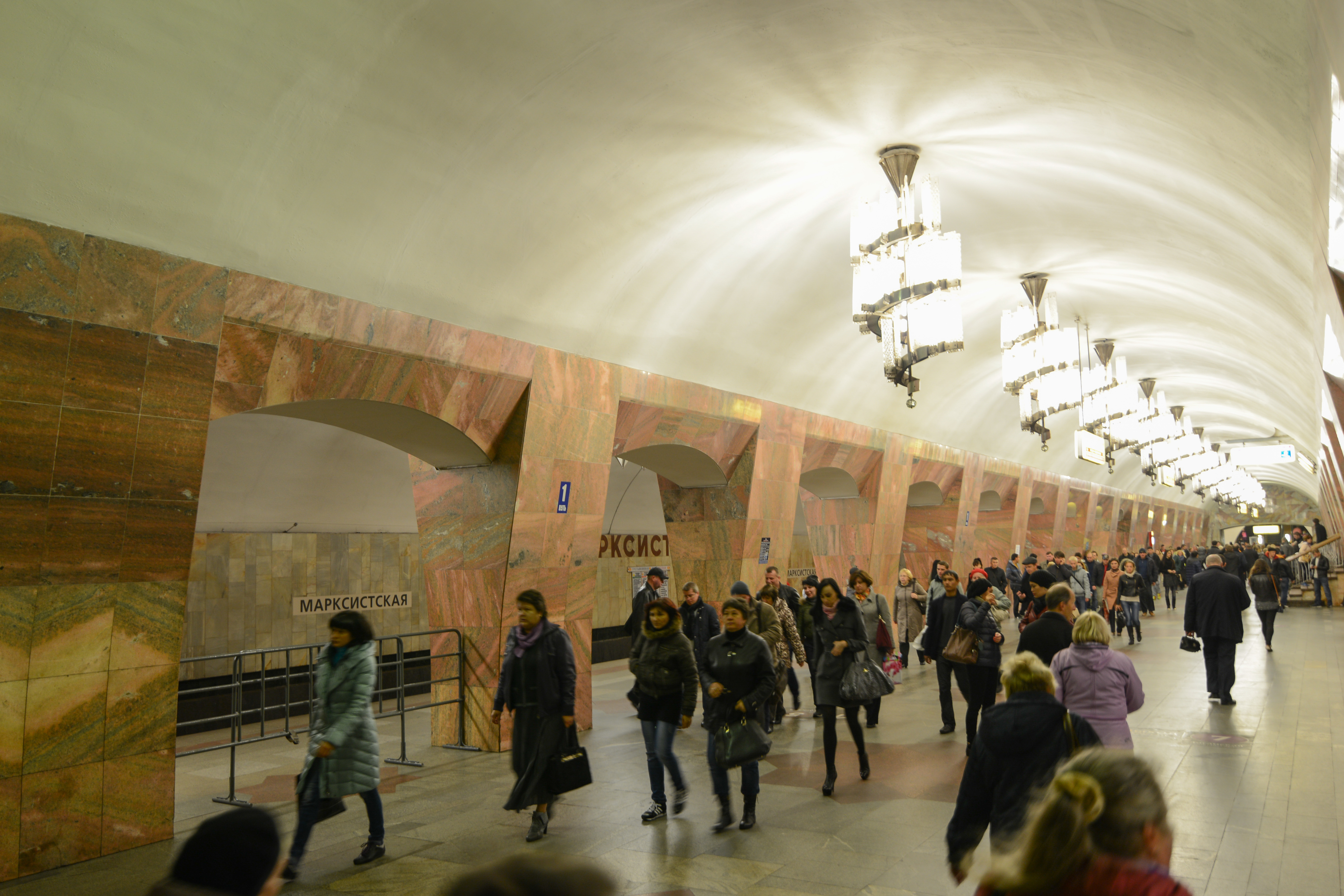
Marksistskaya

1979, la estación Marksistskaya también conocida como la estación "marxista" fue un proyecto de diseño conjunto con Volovich y Samoilova con la participación de RP Tkacheva (en ruso: Р. П. Ткачёва) y el artista Alekseev. La estación era una de las favoritas de Alióshina y ella la describió como "el metro más hermoso del mundo". Se suponía que el diseño de la estación transmitía la fuerza y pureza de la ideología marxista. En ese sentido, el vestíbulo de la estación estaba revestido con mármol rojo Burovshina en las columnas y un mármol rosa Gazgan en las paredes con granito negro en la base. El mármol rosa y rojo procedía de la zona cercana al lago Baikal . Alekseev creó paneles en la pared del fondo y sobre los pasillos al estilo del mosaico florentino que representan temas marxistas. Los candelabros estaban hechos de vidrio óptico que tuvo que reducirse en espesor debido al peso de los accesorios en espiral.
1979, la estación Perovo, al igual que la estación marxista, unió a Alióshina y Volovich, con la participación de Samoilova y Tkachev. La estación fue de hormigón vertido con un techo abovedado poco profundo, con arte y artesanía como tema. En las paredes, losas de mármol blanco alternaban con composiciones de piedra tallada, unidas por motivos florales, que adornaban las paredes. Las piedras talladas presentan criaturas mitológicas que incluyen un gamayun, un fénix, un caballo alado, otras aves y un sol feliz y triste. Los suelos estaban hechos de granito negro y marrón. La iluminación estaba insertada en el techo con un diseño puntiagudo en zig-zag. A lo largo, el centro de la estación presentaba cinco pilares agrupados de mármol rodeados por bancos. En 1980, el diseño recibió un certificado de la Unión de Arquitectos.

### Proyectos de los años 80 y 90
1983, la estación Serpukhovskaya fue una colaboración de Alióshina con Leonid N. Pavlov y Lydia Y. Gonchar (en ruso: Лидия Юрьевна Гончар). Las columnas del salón central estaban revestidas con mármol de Gazgan en tonos cálidos y tenían acentos metálicos. La sala tenía forma tubular y fue la primera de las estaciones de Metro en utilizar iluminación de fibra óptica en un tablero de mensajes. La iluminación de la plataforma consistía en bombillas fluorescentes tradicionales. Las paredes de la pista estaban revestidas de mármol blanco. La estación fue decorada con temas basados en ciudades antiguas cercanas a Moscú por el pintor Lyubov A. Novikova (en ruso: Л. A. Новиковa) y el escultor TB Taborovskaya.
1983, la estación Chertanovskaya fue un proyecto de columna poco profunda en solitario diseñado de Alióshina. Fue construido con hormigón armado prefabricado para el cual Alióshina supervisó personalmente el trabajo de hormigón y acabado. Las 26 columnas en forma de estrella a cada lado del pasillo central estaban unidas por arcos. Candelabros de cristal en forma de pirámide proporcionaban la iluminación. Tanto las columnas como las paredes de las vías estaban revestidas con mármol blanco. Las paredes presentaban incrustaciones de metal diseñadas por Alekseev y Novikova, quienes también crearon mosaicos en el vestíbulo de la entrada sur basados en el tema "Construyendo un nuevo Moscú". El suelo estaba pavimentado con un patrón geométrico de granito rojo y negro.
1985, la estación Domodedovskaya fue otro diseño colaborativo entre Alióshina y Samoilova, con el artista Mikhail Alekseev. El tema de la estación era la aviación y se construyó sobre el plan estándar de dos vías que flanqueaban un pasillo central revestido de columnas. Las columnas y las paredes estaban revestidas con mármol de grano blanco y gris y con inserciones de cobre que representaban aviones adornaban las paredes. El suelo presentaba un patrón geométrico de granito gris y negro alternado. La iluminación imitaba la que se encuentra en la cabina de pasajeros de un avión.

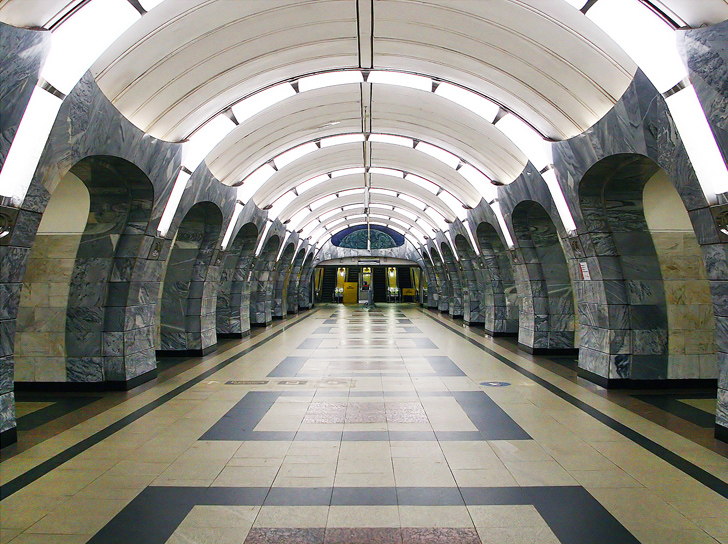
Chkalovskaya

1988, la estación Mendeleyevskaya fue un proyecto de diseño conjunto de Alióshina y Samoilova utilizando columnas conectadas por arcos para formar una galería en un estilo tradicional ruso. Las columnas estaban revestidas de mármol blanco y las paredes a lo largo de la vía eran de mármol gris con vetas rojizas. El tema de la estación eran los trabajos científicos de Dmitri Mendeleev y en un extremo de la sala central había un retrato de Mendeleev y su tabla periódica. Insertadas en las paredes había decoraciones creadas por L.Kremnevoy (en ruso: Л.Кремневой) de representaciones estilizadas de átomos y estructuras moleculares. La iluminación utilizó bolas de diferentes tamaños fijadas dentro de una estructura que se asemeja a una red molecular. El suelo estaba pavimentado con granito gris.
1990, la estación de la calle Podbelskogo volvió al equipo de Alióshina, Samoilova y Alekseev. La estación lleva el nombre de Vadim Podbelsky, un estadista del siglo XX y líder del partido y presentaba un busto esculpido de Podbelsky creado por Alekseev. Un proyecto estándar de hormigón armado, el diseño tenía dos filas de 26 columnas revestidas con mármol blanco. Pegados a las paredes había paneles de metal rayados y el suelo era de granito gris con estrechas franjas de detalles en rojo y negro. En 2014, la estación pasó a llamarse estación Bulvar Rokossovskogo, ya que la calle en la que se encontraba su entrada principal había cambiado de nombre en 1994.
1995, la estación Chkalovskaya fue un esfuerzo de colaboración entre Alióshina, Leonid L. Borzenkov (en ruso: Л. Л. Борзенков) y Aleksandr L.Vigdorov con la ayuda de T.V. Chistyakova (en ruso: Т. В. Чистякова). La estación estaba dedicada al piloto Valery Chkalov y se basó en un tema de aviación. El vestíbulo presentaba estilizados elementos metálicos soldados que parecían aviones. Los arcos del techo y los diseños de los pilones se crearon para parecerse a la forma del ala y el fuselaje de un avión. Las columnas de la estación estaban hechas de un mármol veteado de color gris azulado que recuerda al cielo con elementos decorativos metálicos brillantes. En los extremos de la sala, los paneles de cerámica diseñados por Mikhail Alekseev y LA Novikova mostraban nubes girando alrededor del mundo. Las paredes de las vías estaban revestidas con mármol de color claro en la parte superior y un mármol oscuro en la parte inferior, mientras que el suelo estaba pavimentado con granito negro y gris.

## Galería de fotos

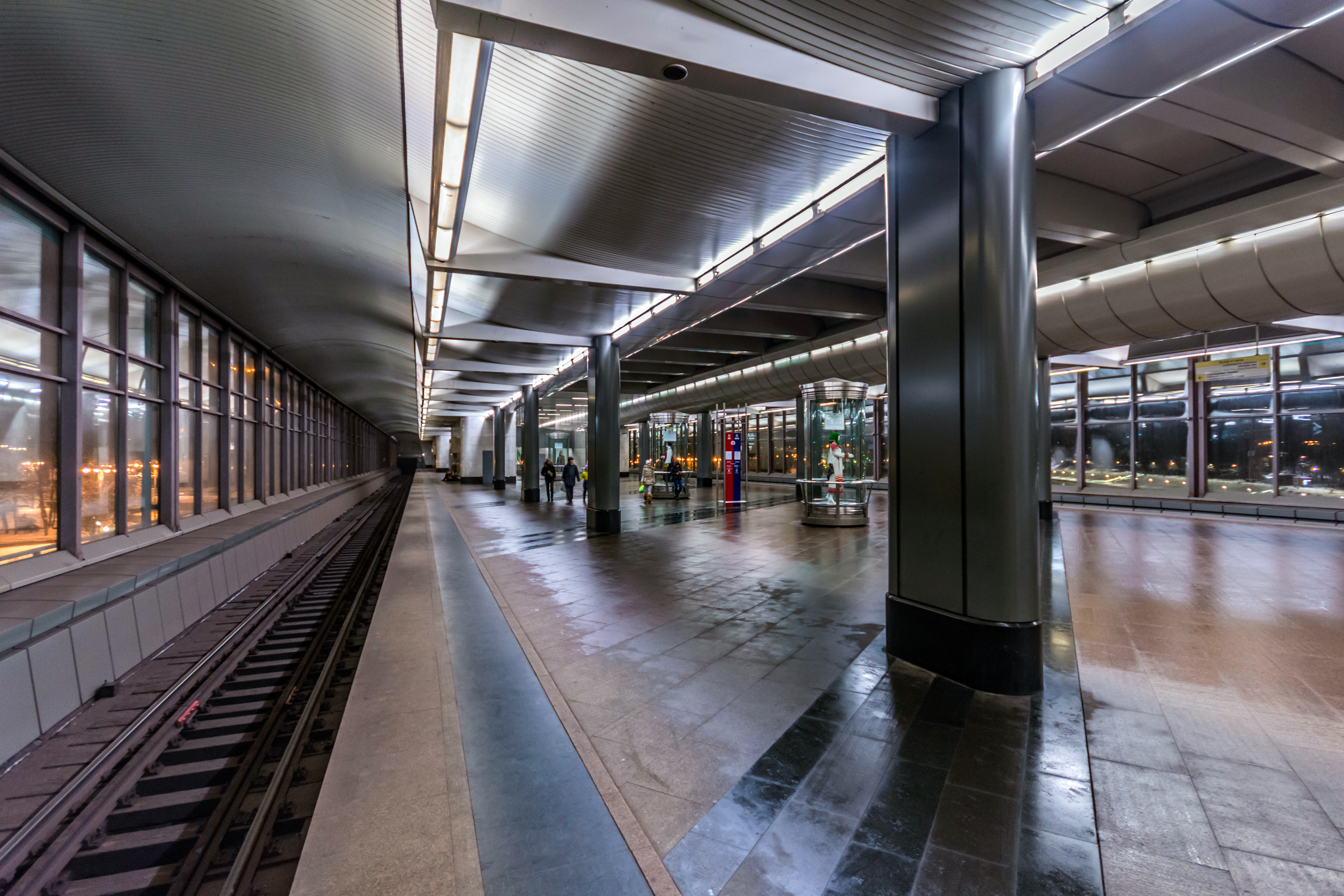
Estación Vorobyovy Gory
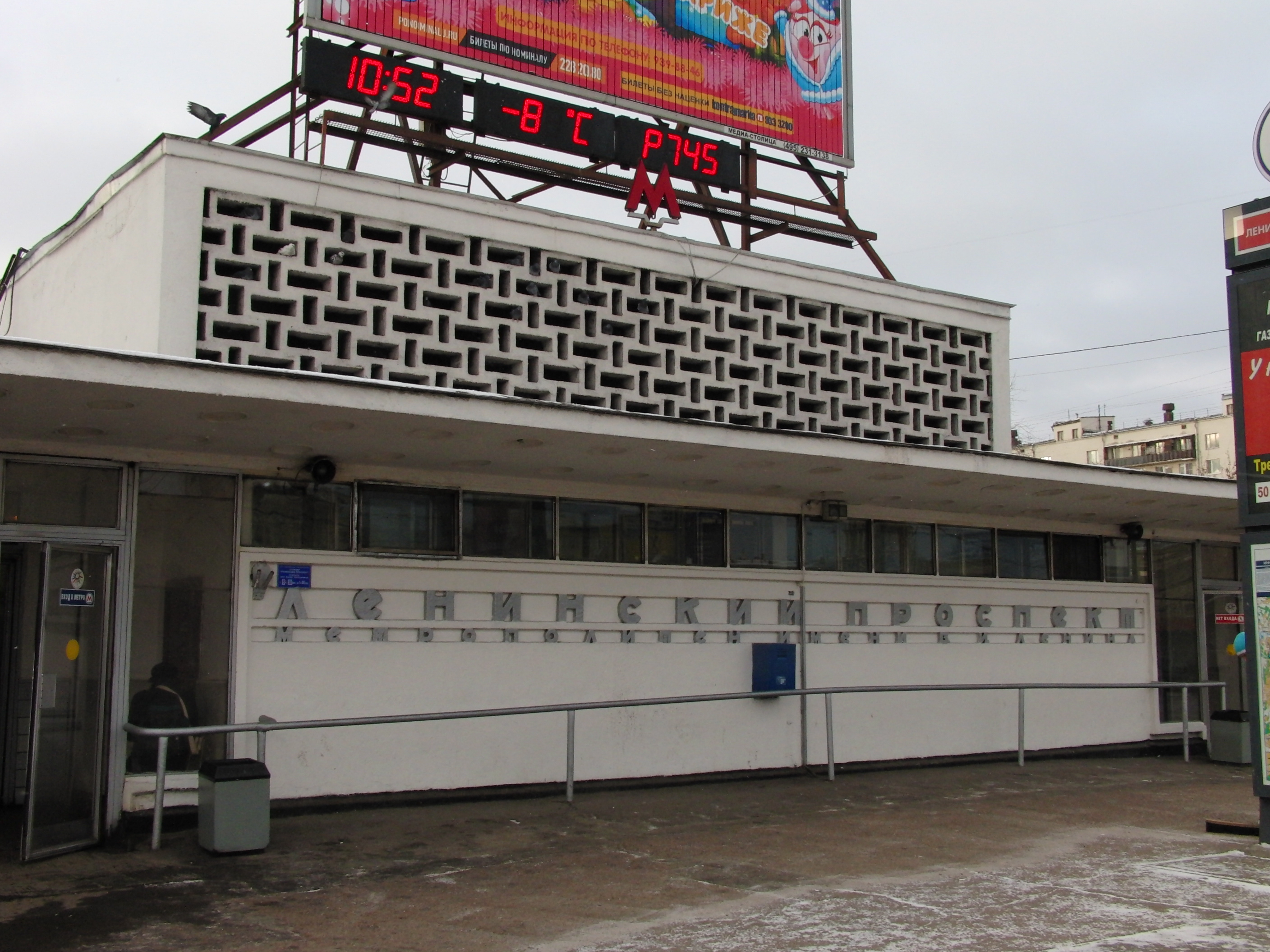
Estación Leninsky Prospekt
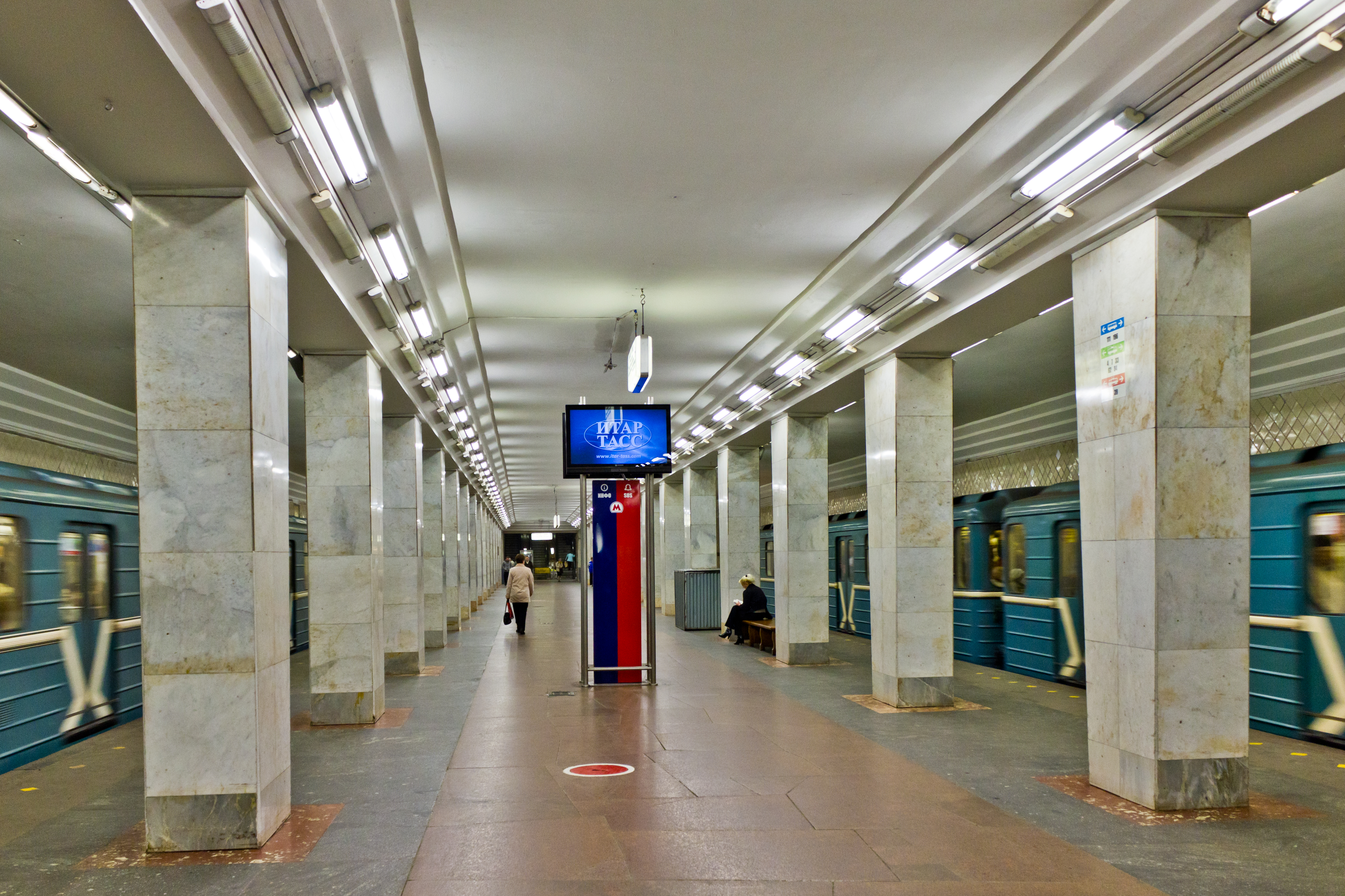
Plataforma Leninsky Prospekt
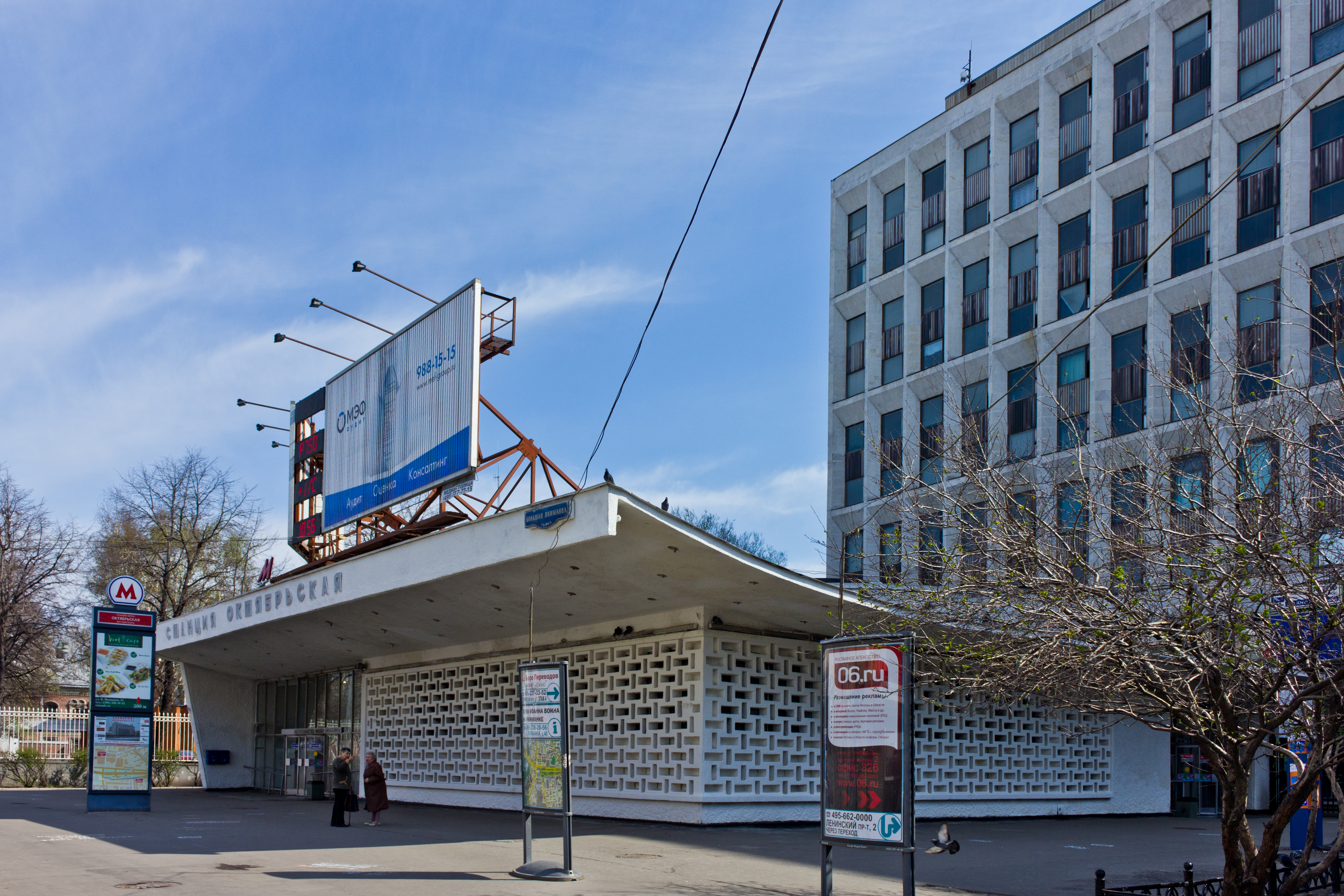
Estación Oktyabrskaya
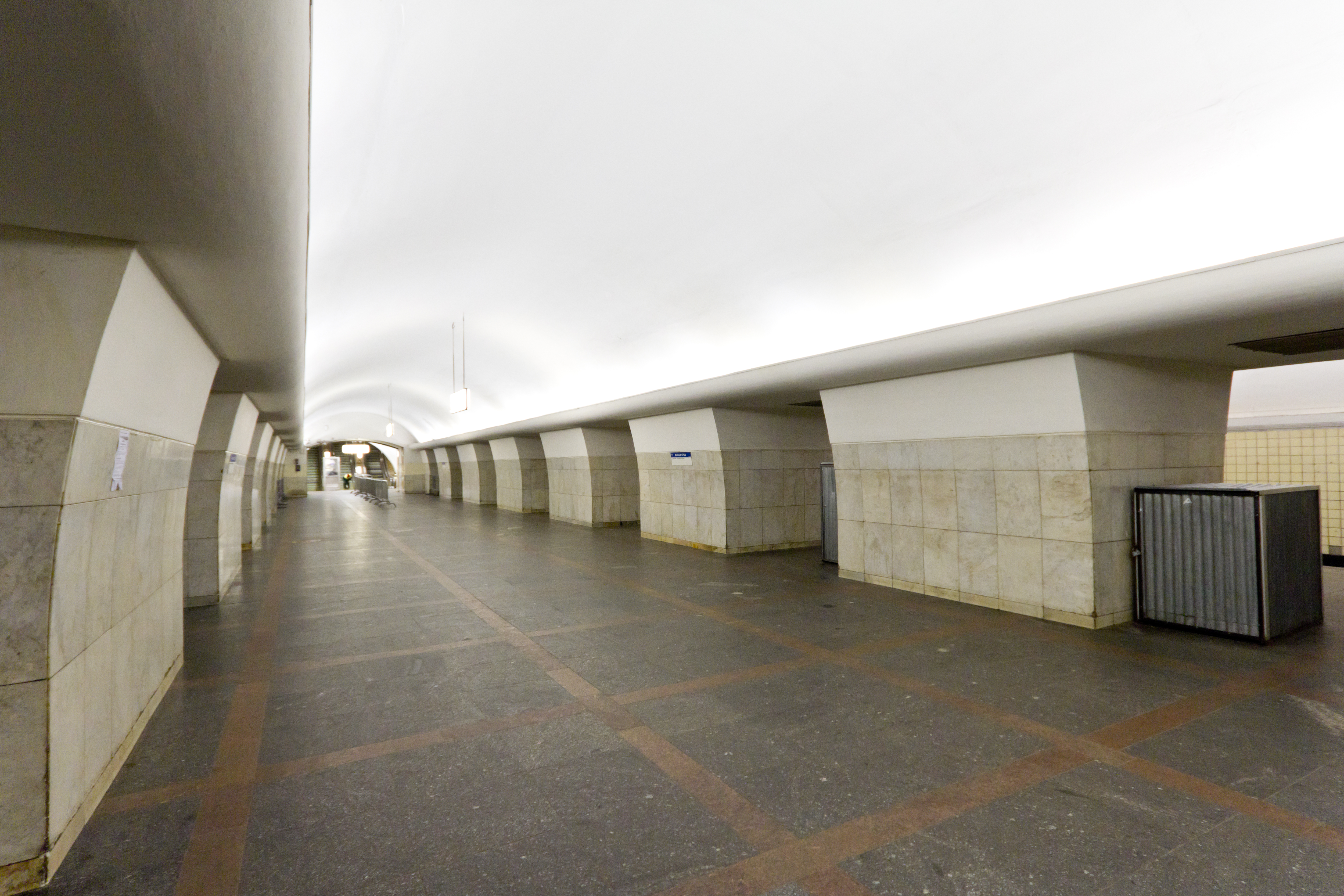
Plataforma Oktyabrskaya
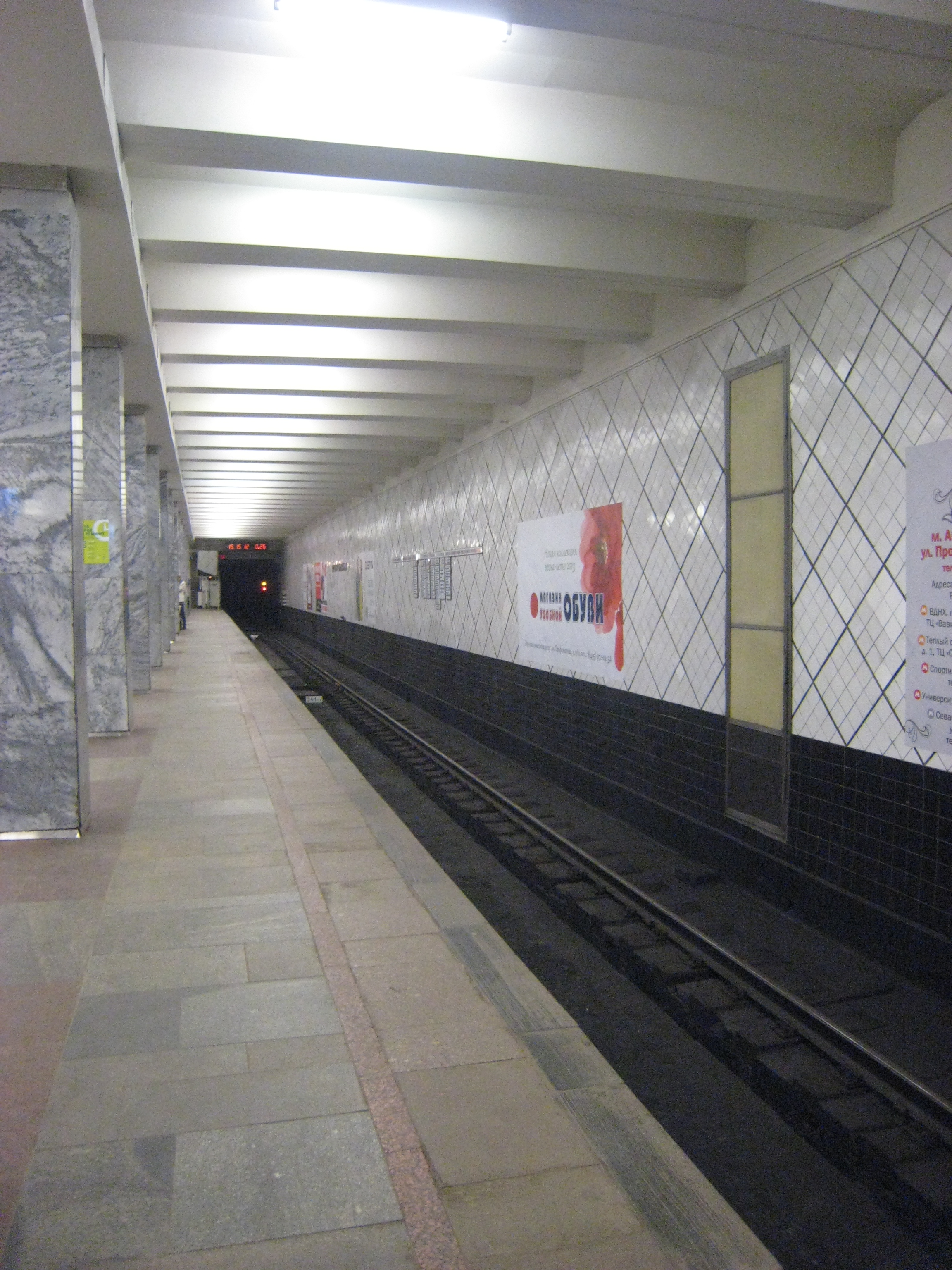
Estación Profsoyuznaya
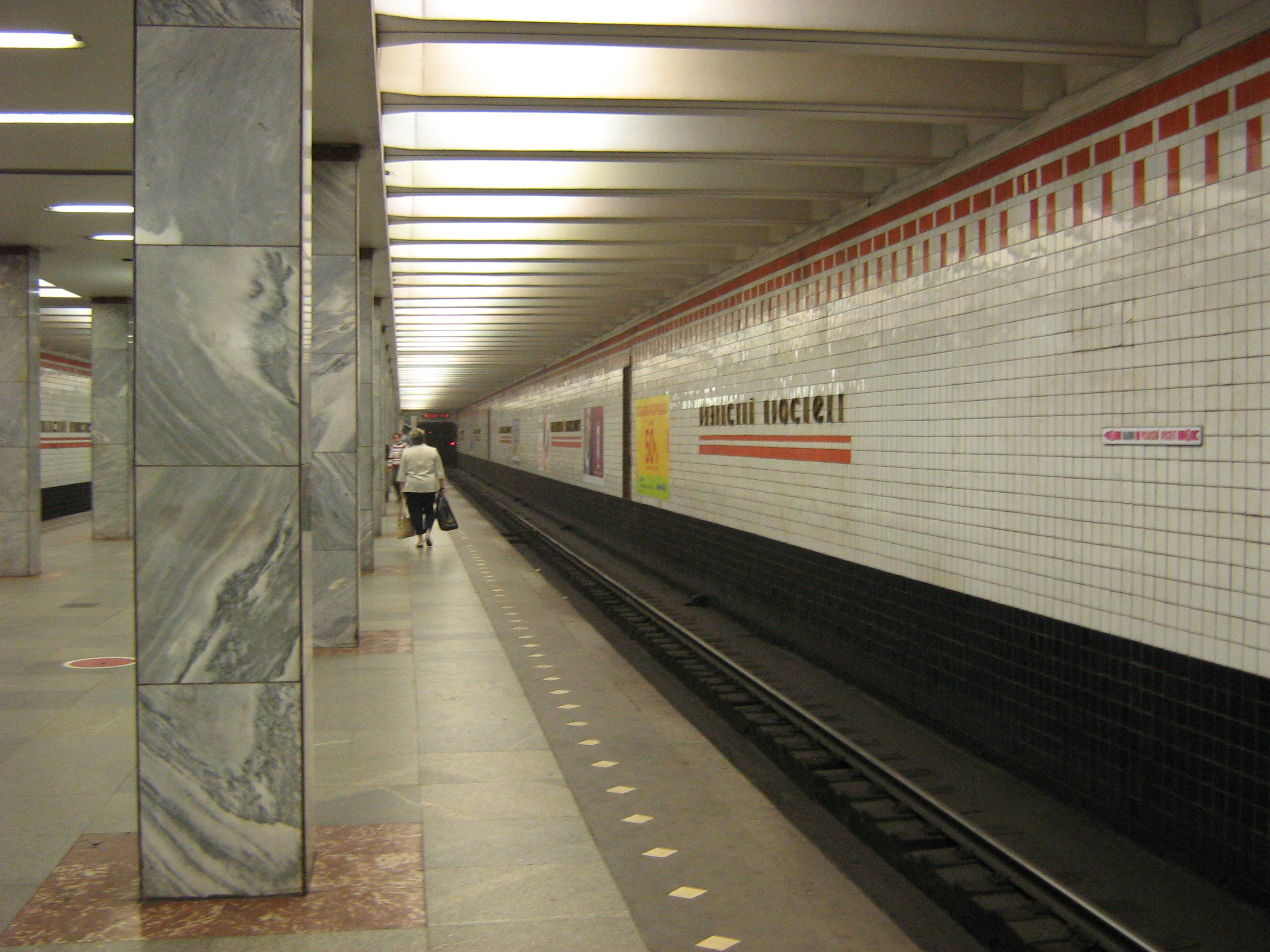
Estación Ryazansky Prospekt
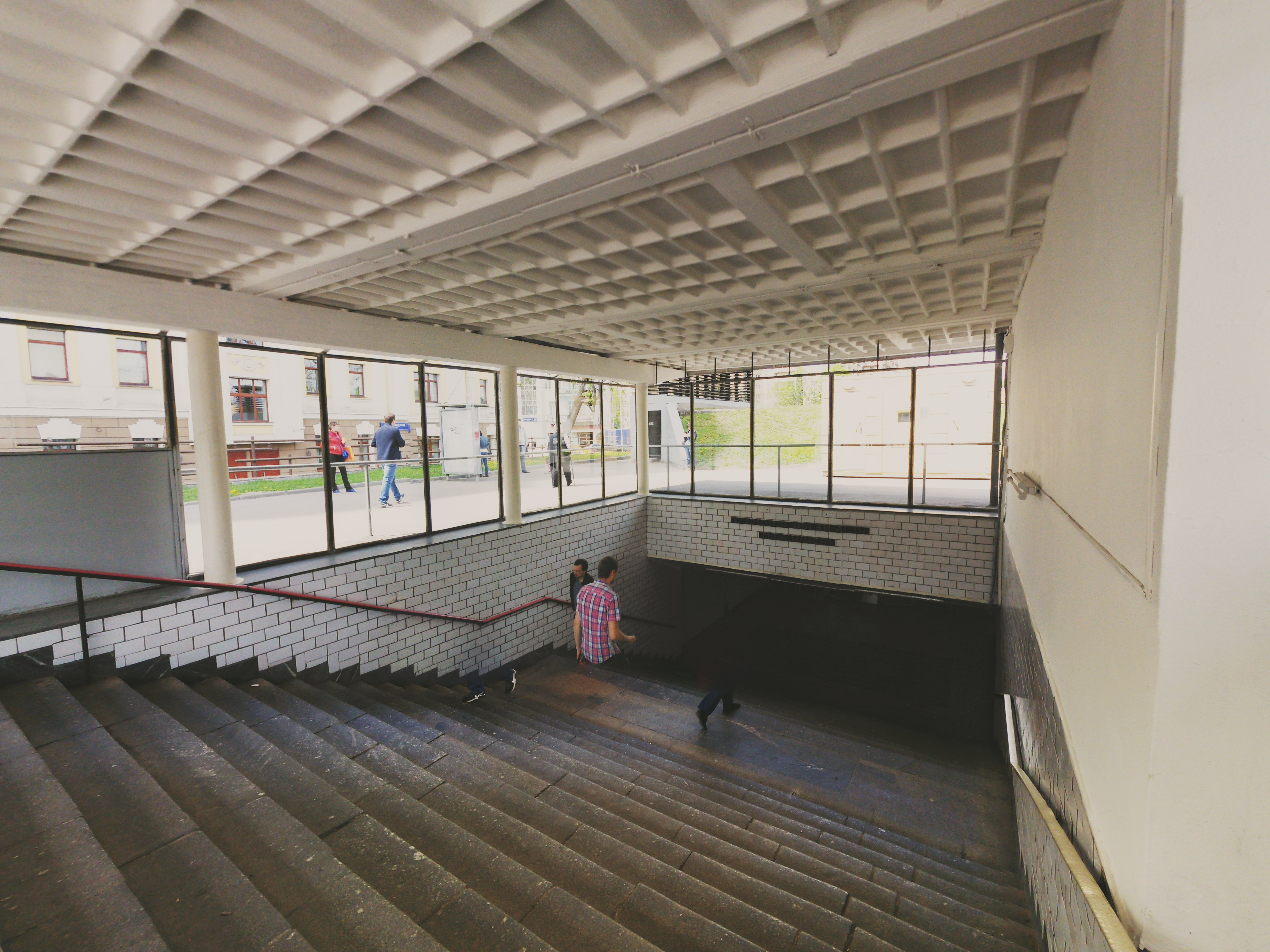
Entrada de la estación de Taganskaya
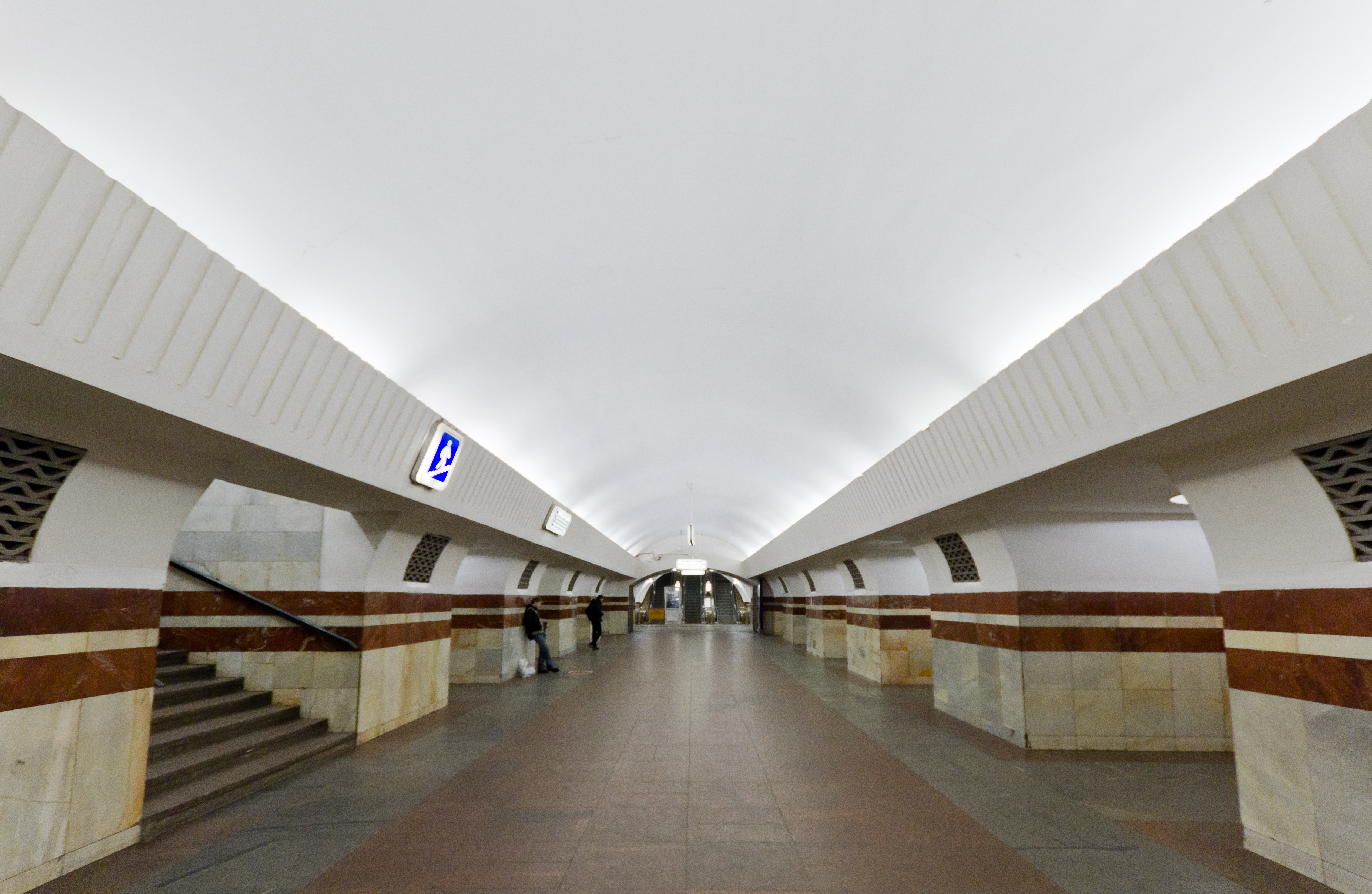
Estación de Taganskaya
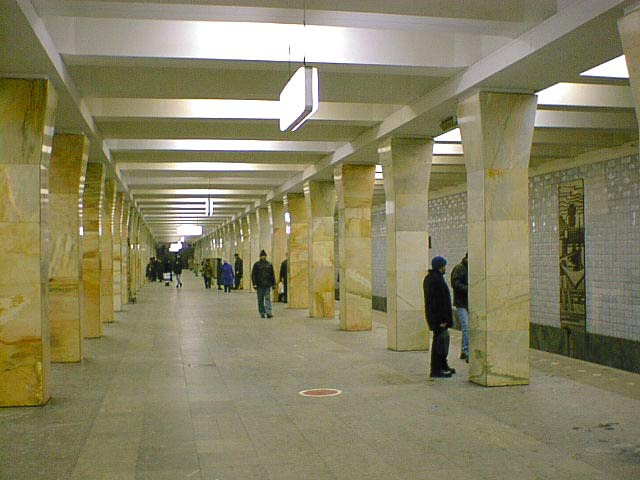
Estación de Varshavskaya
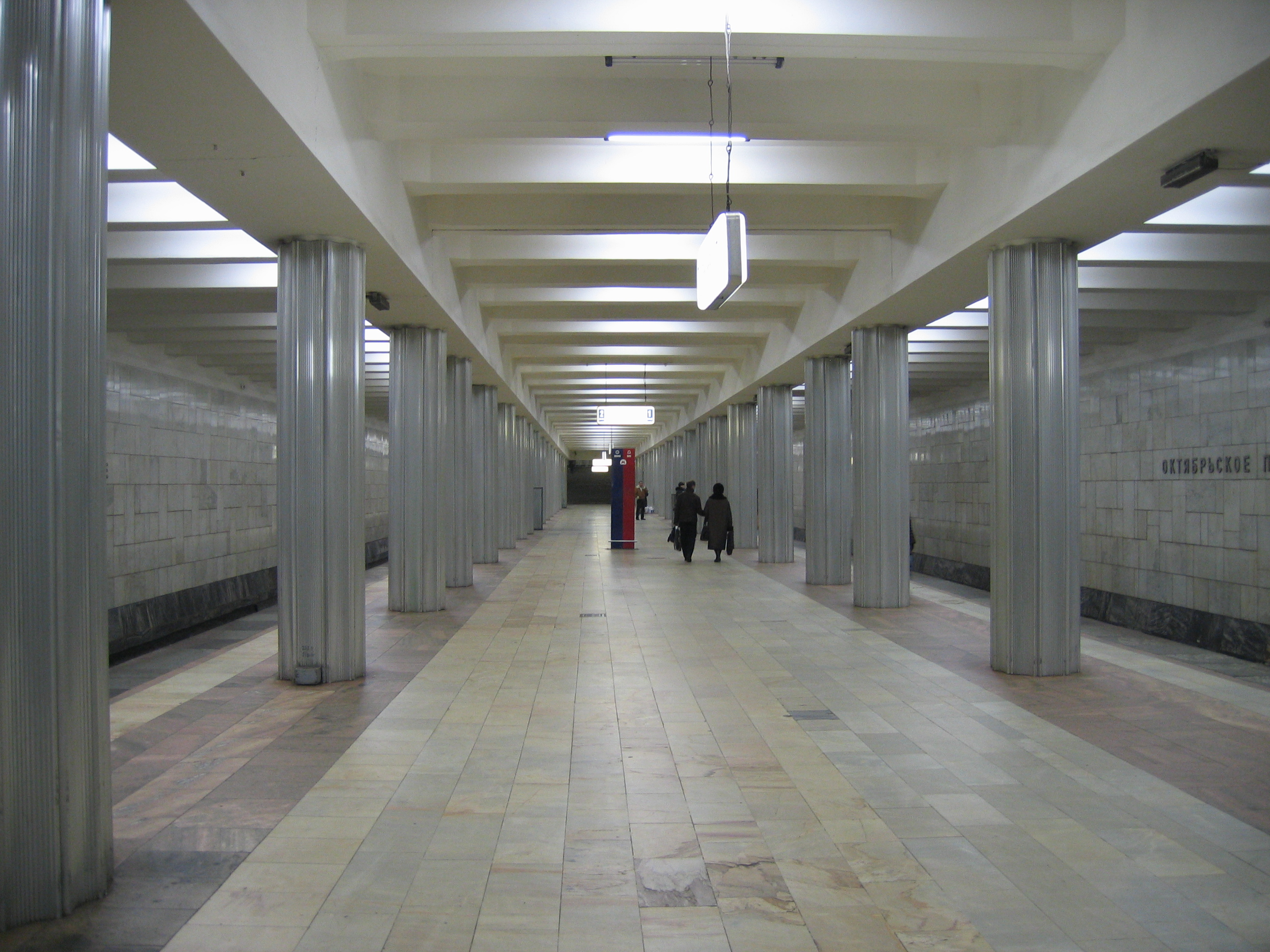
Estación Oktyabrskoye Pole
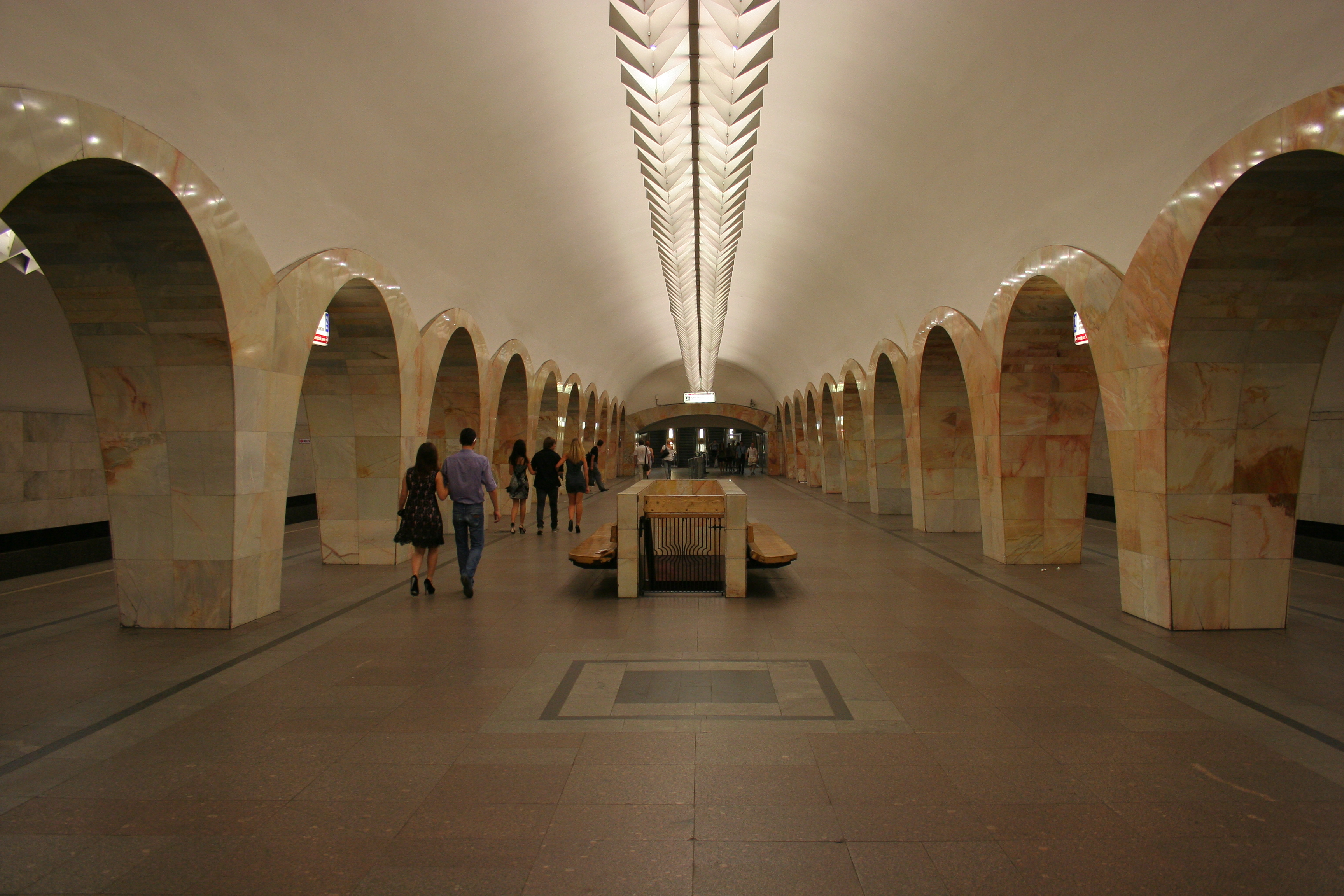
Estación Kuznetsky Most
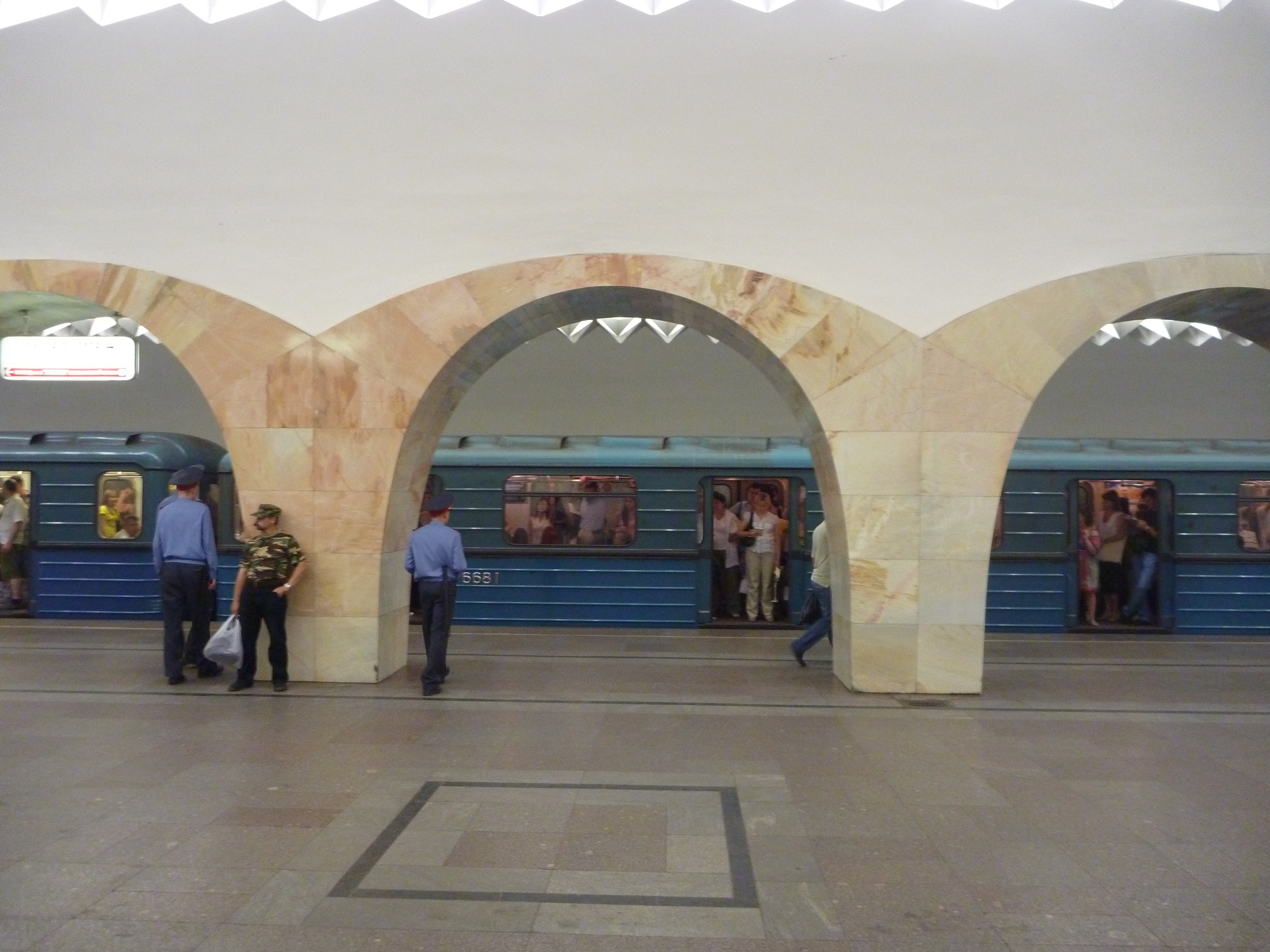
Kuznetsky Most columnas de la estación
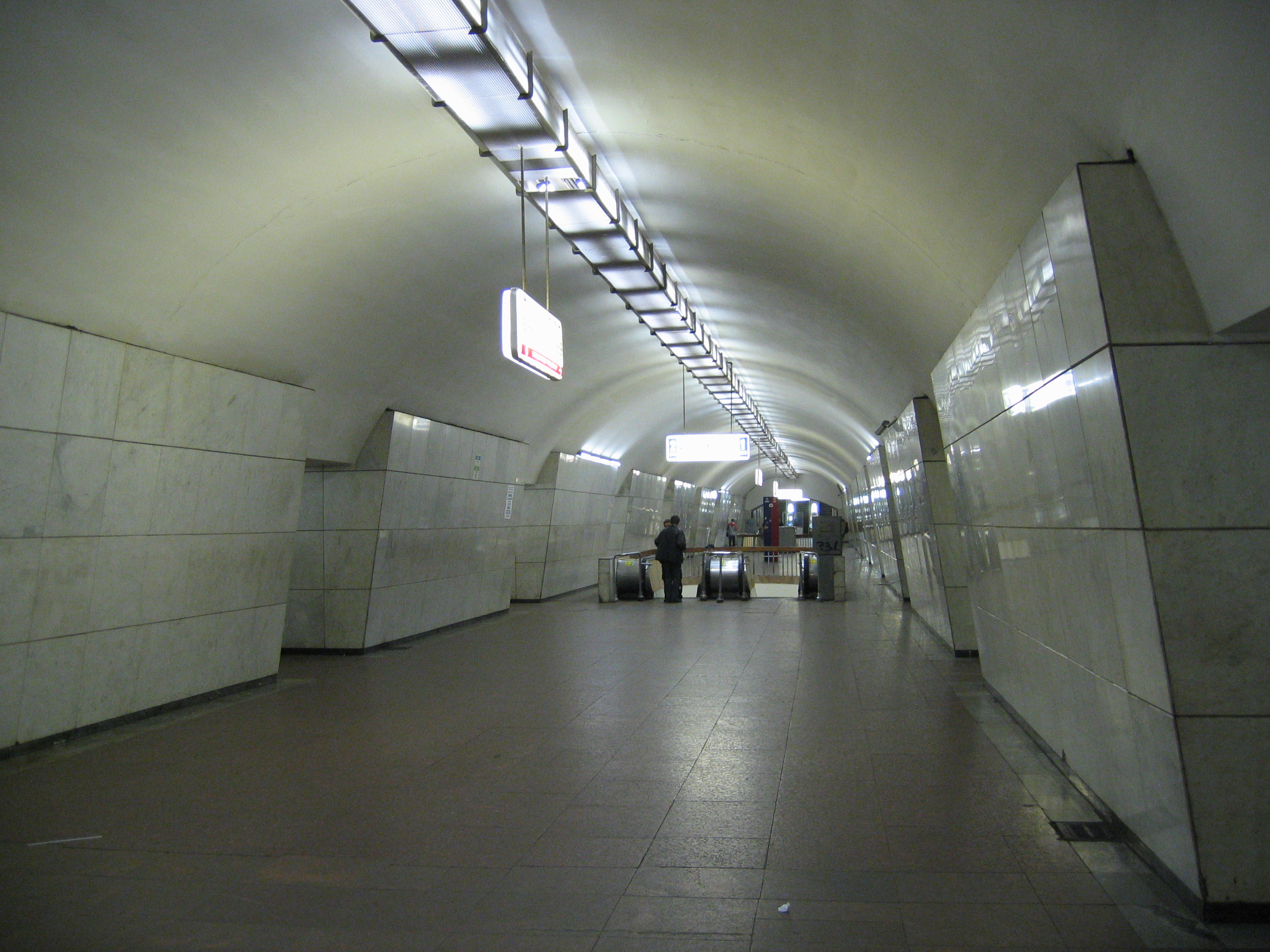
Estación de Lubyanka
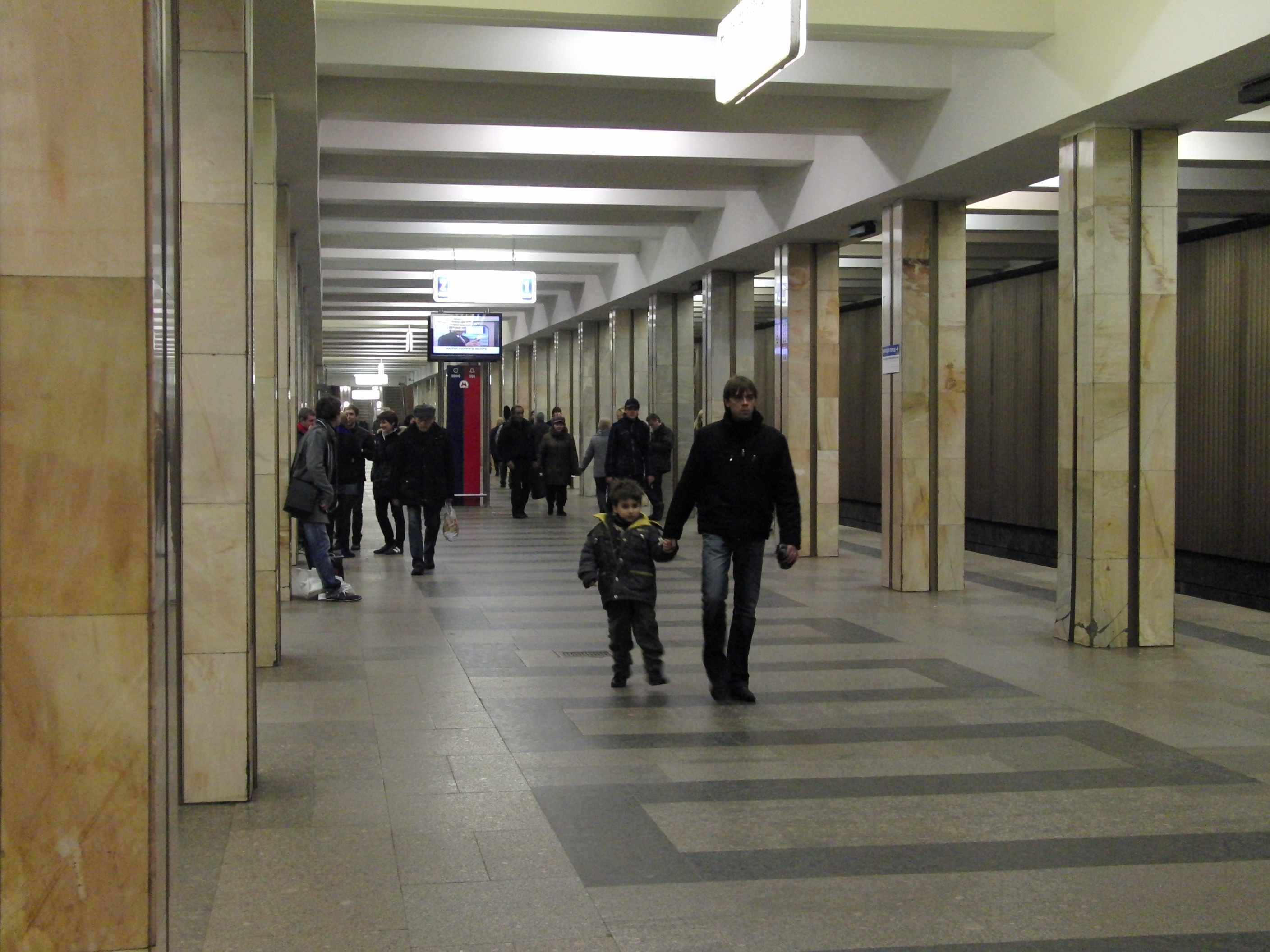
Estación de Shchukinskaya
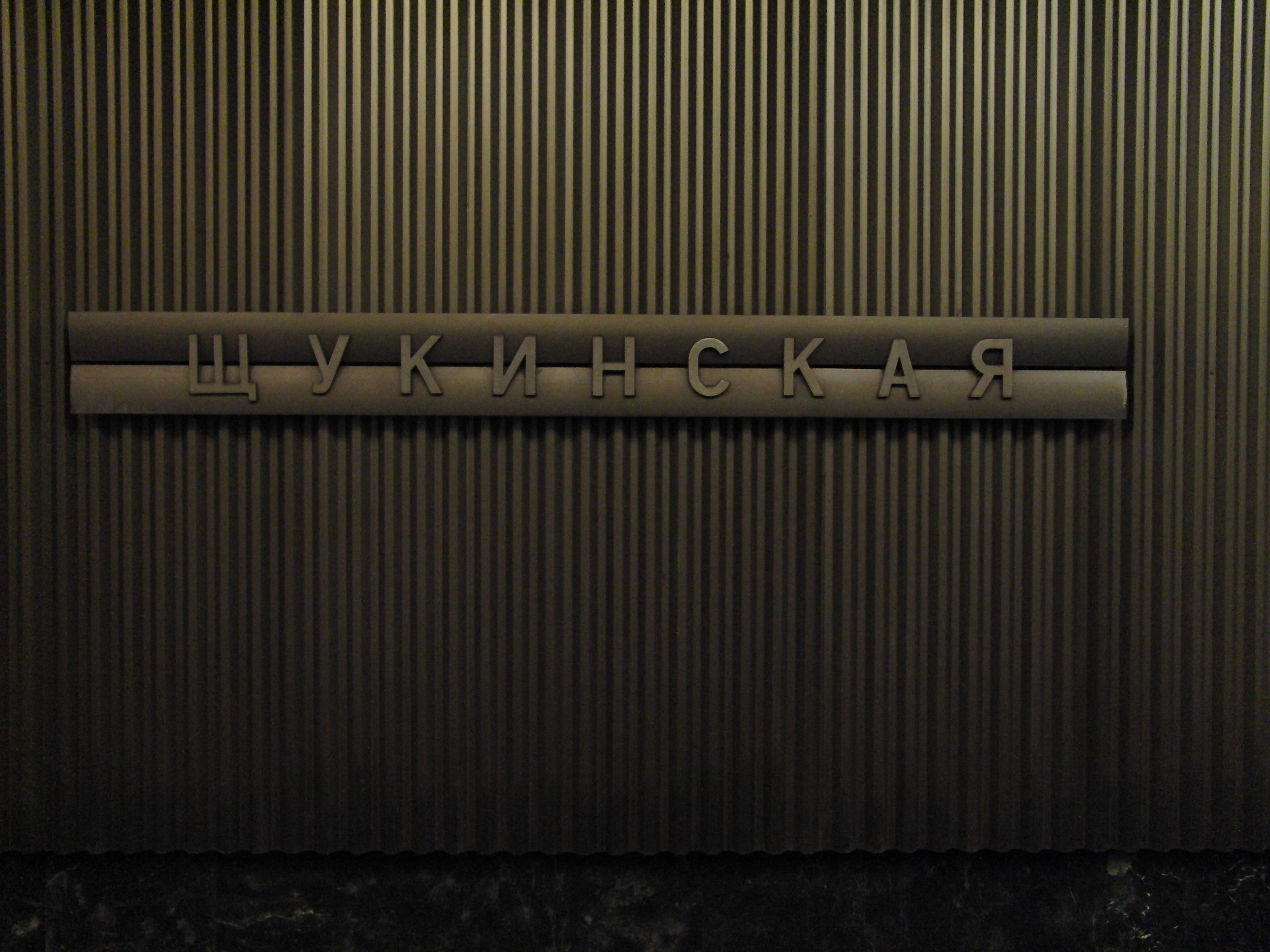
Plataforma Shchukinskaya
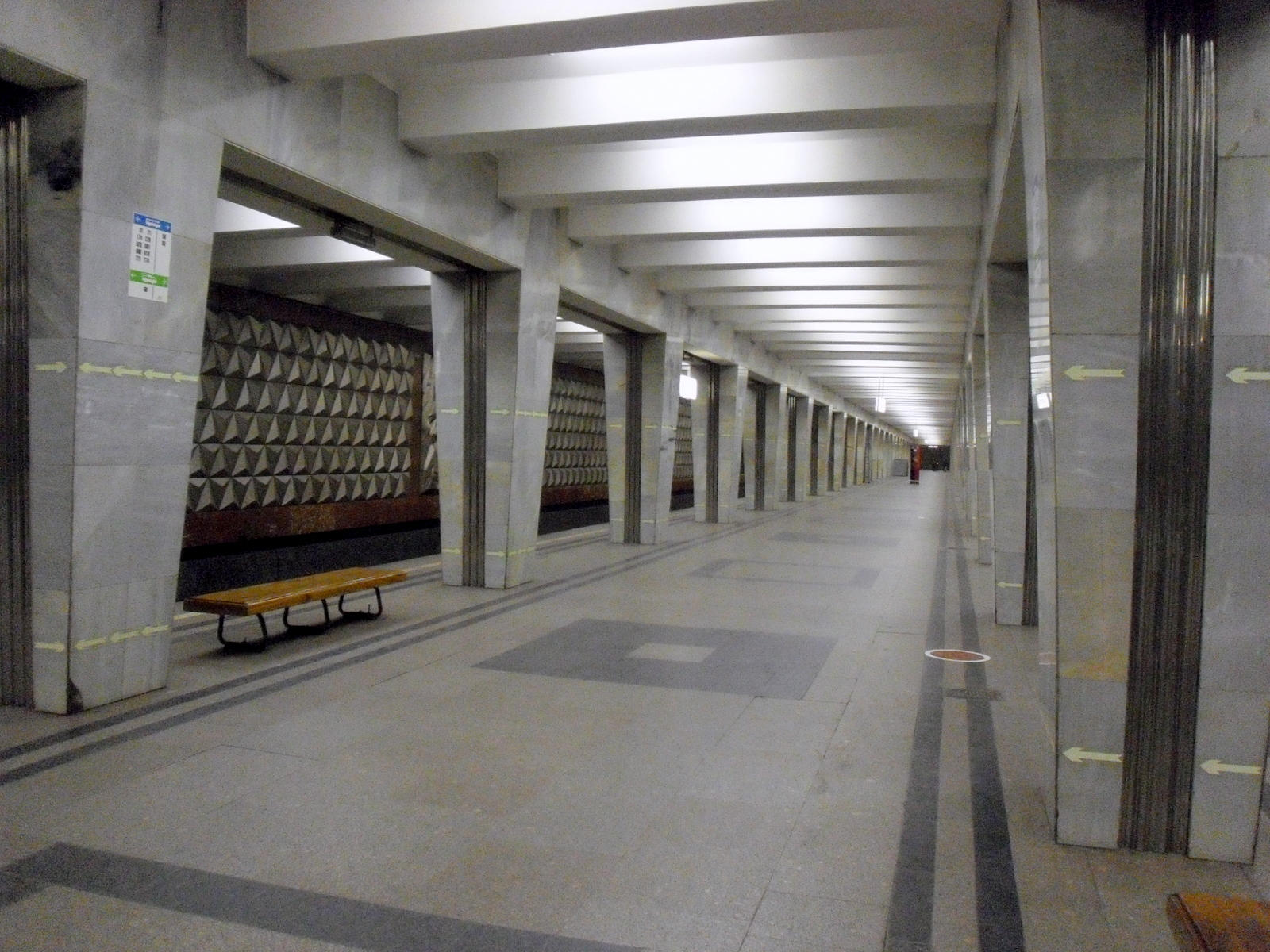
Estación de Medvedkovo
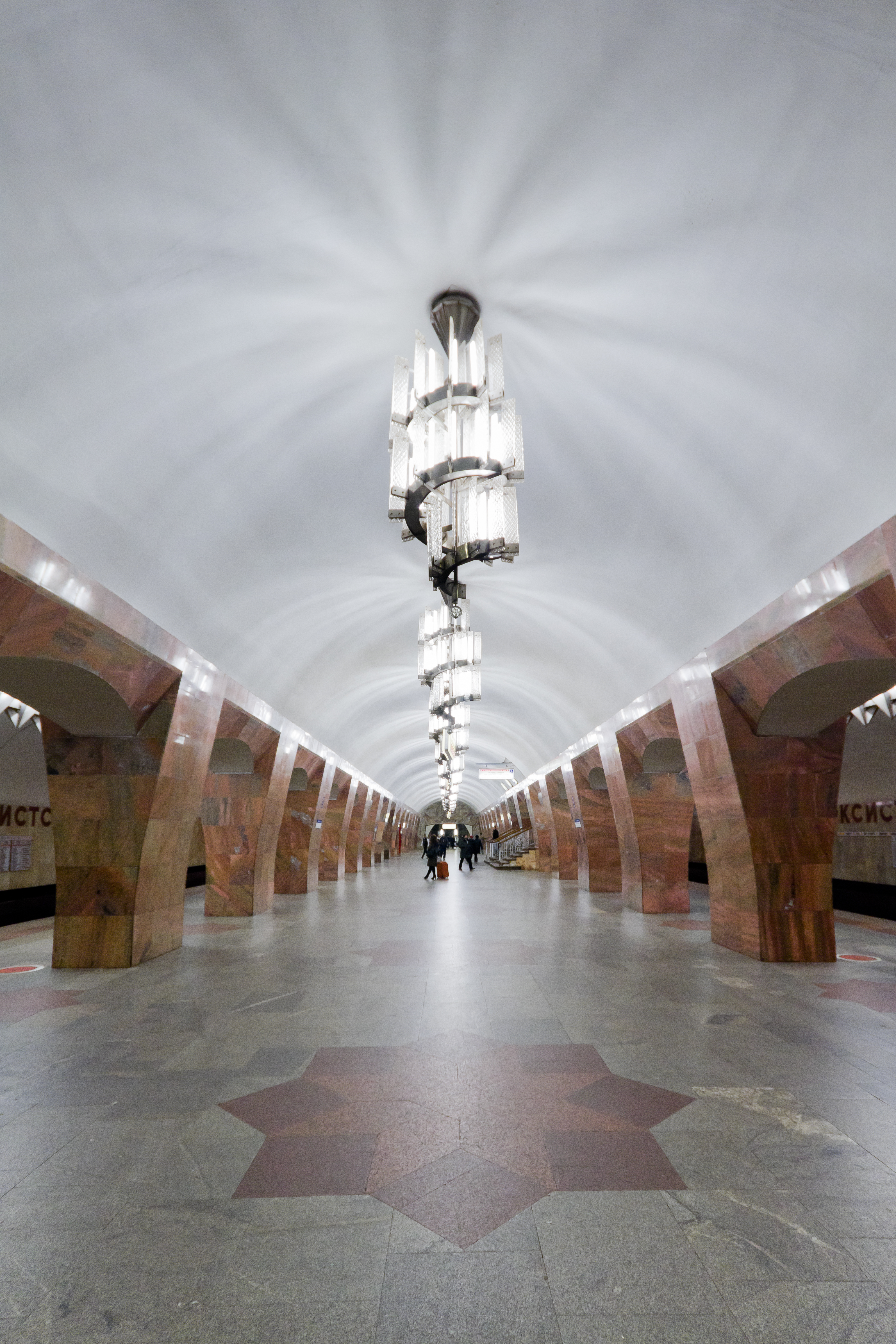
Estación Marksistskaya
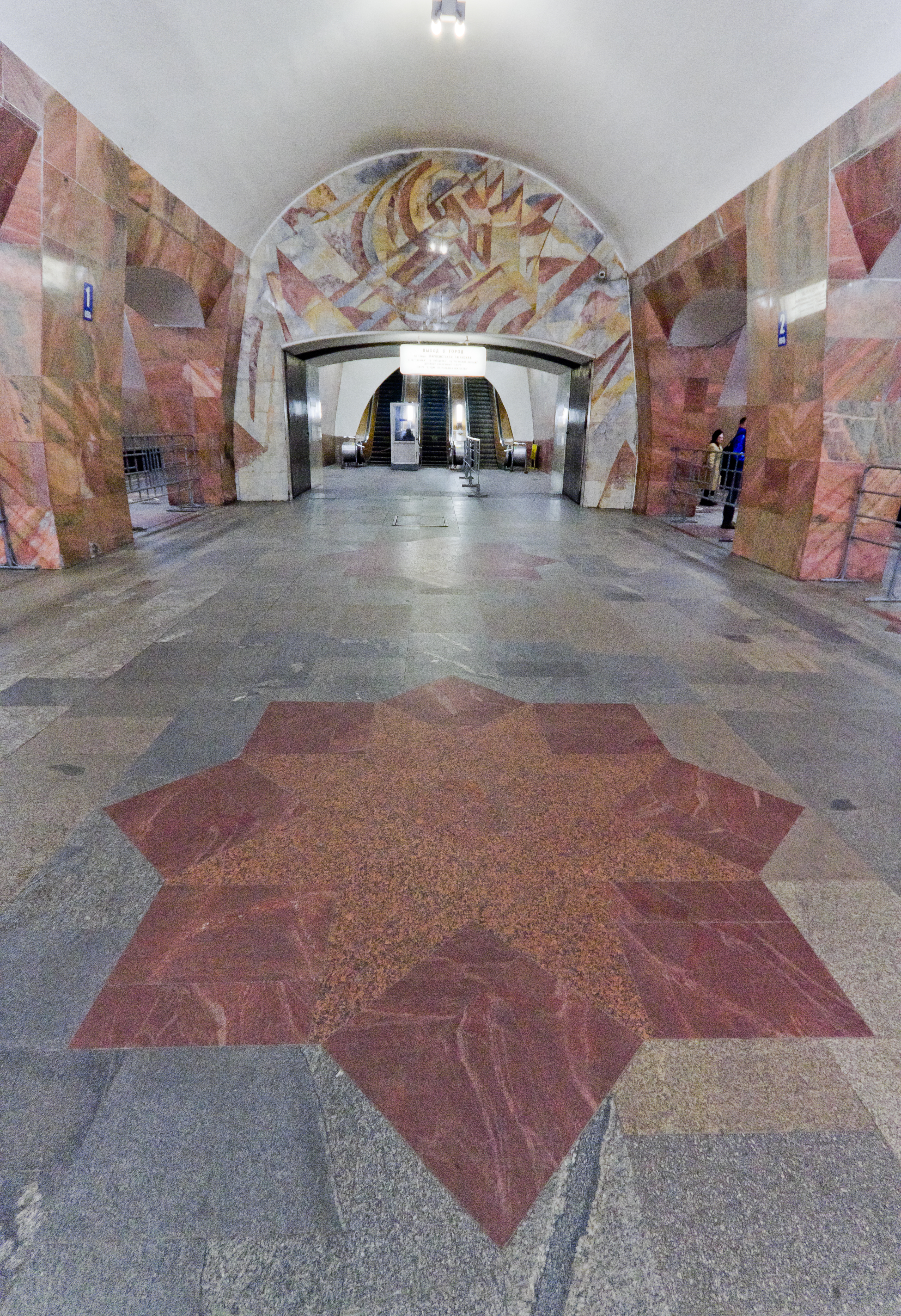
Estación Marksistskaya
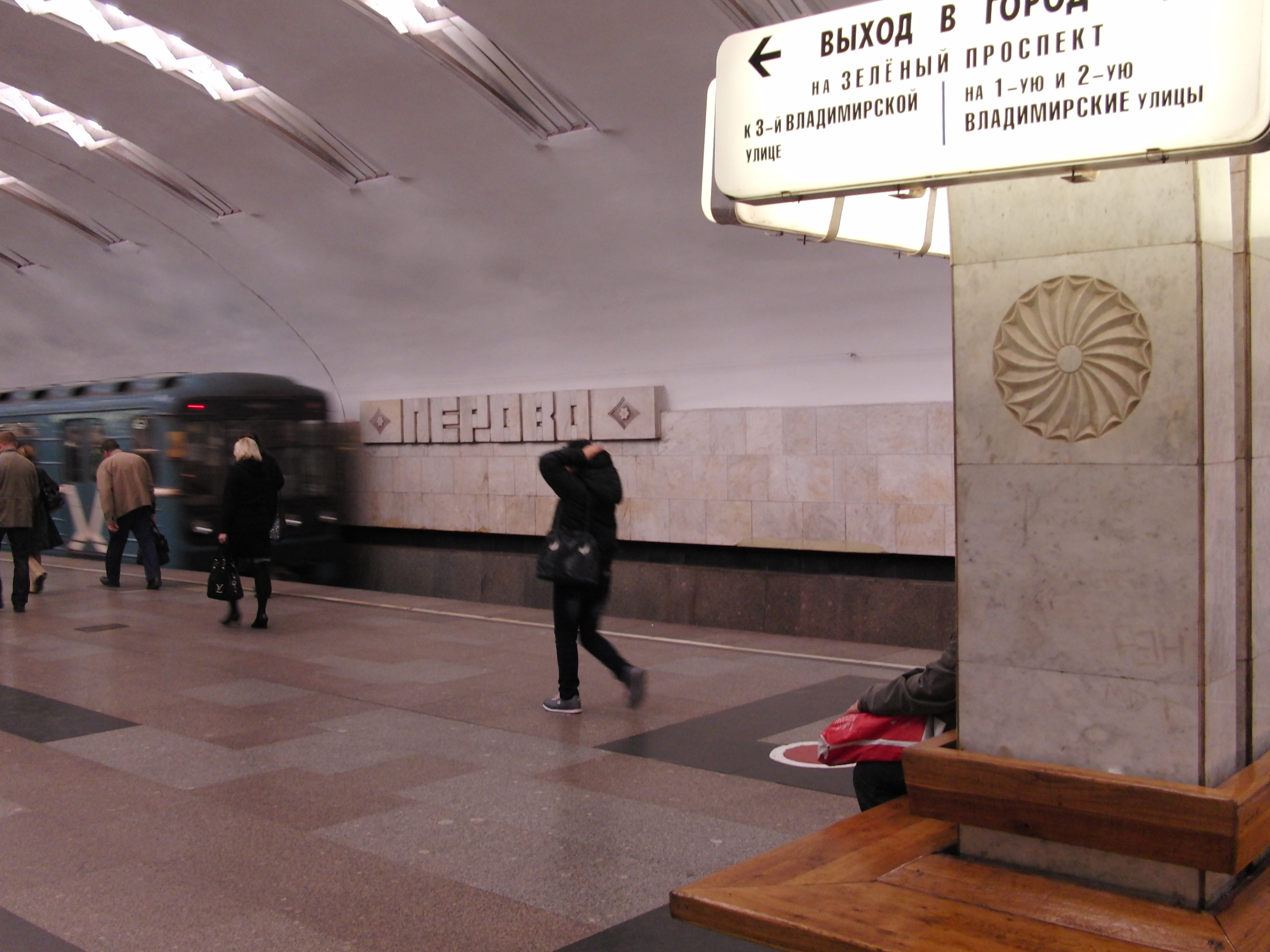
Estación Perovo
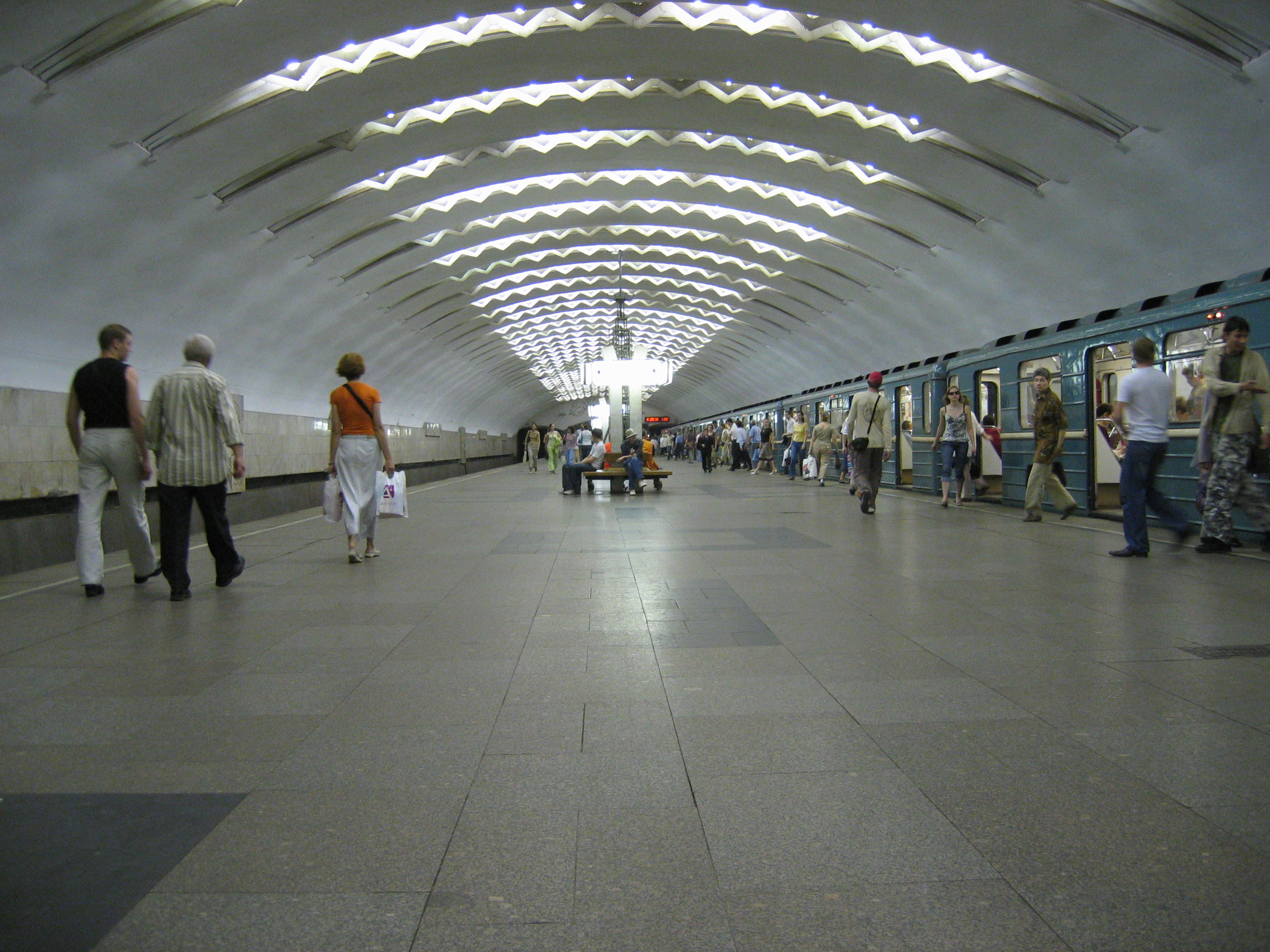
Estación Perovo
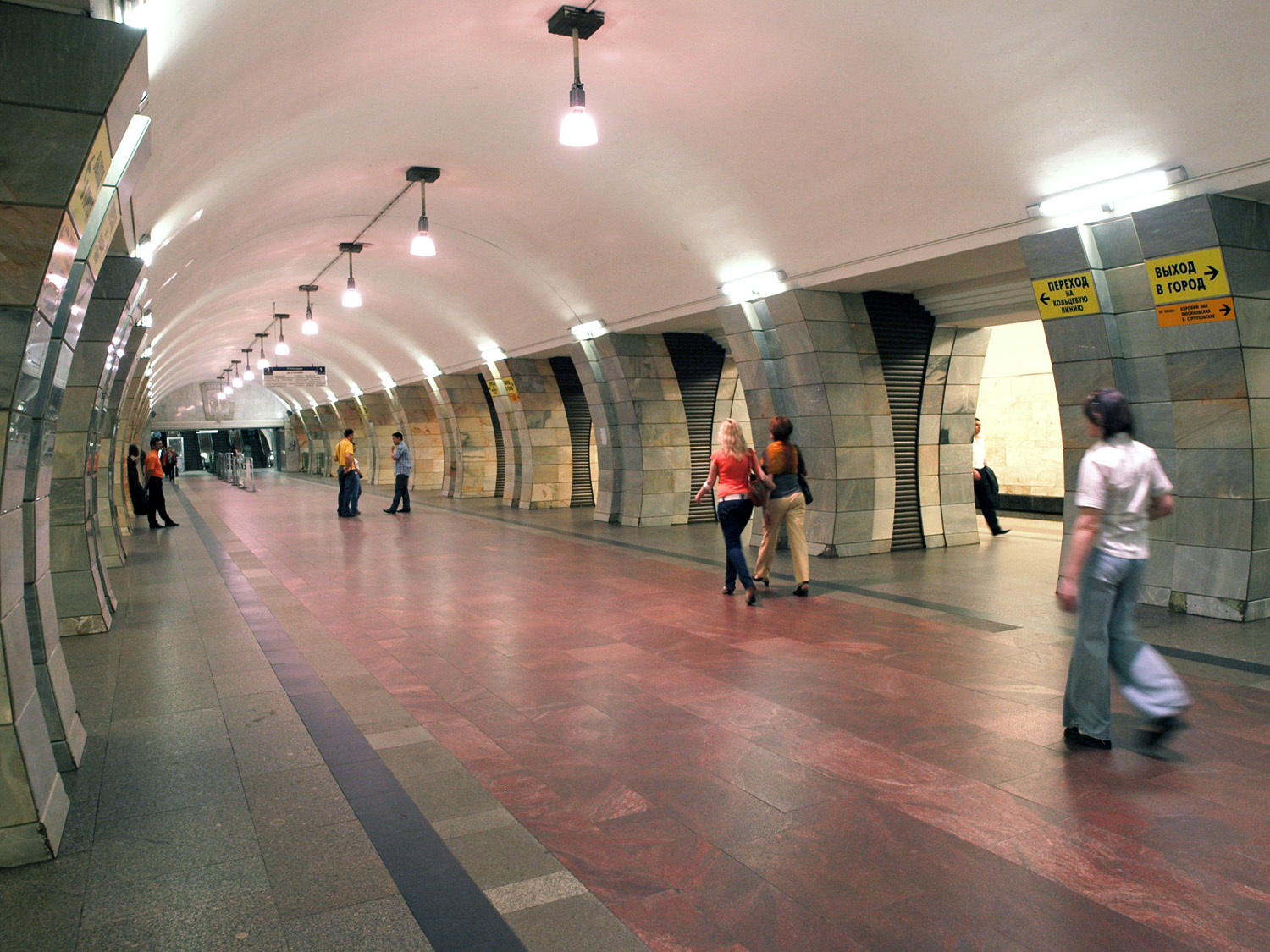
Estación de Serpukhovskaya
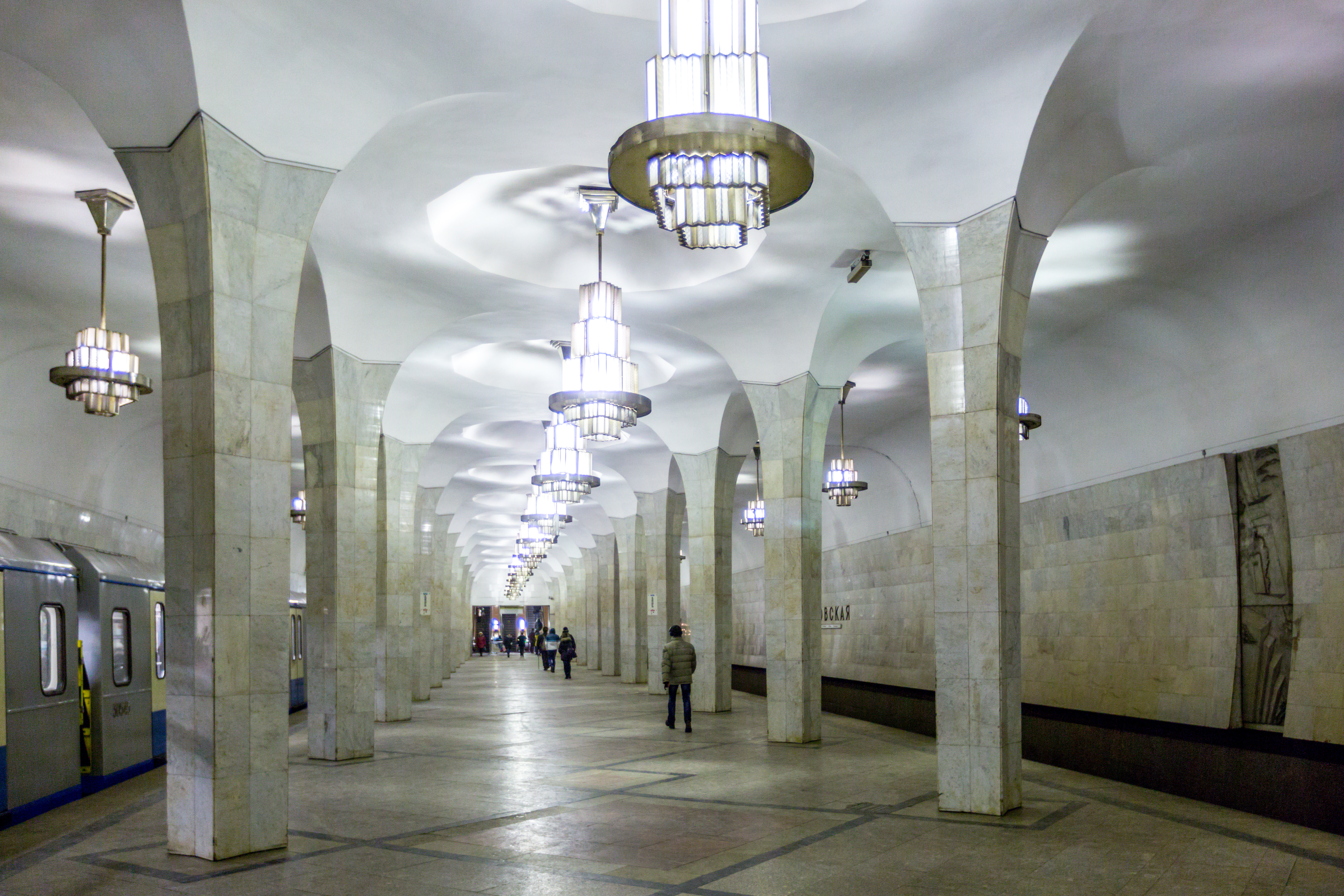
Estación Chertanovskaya
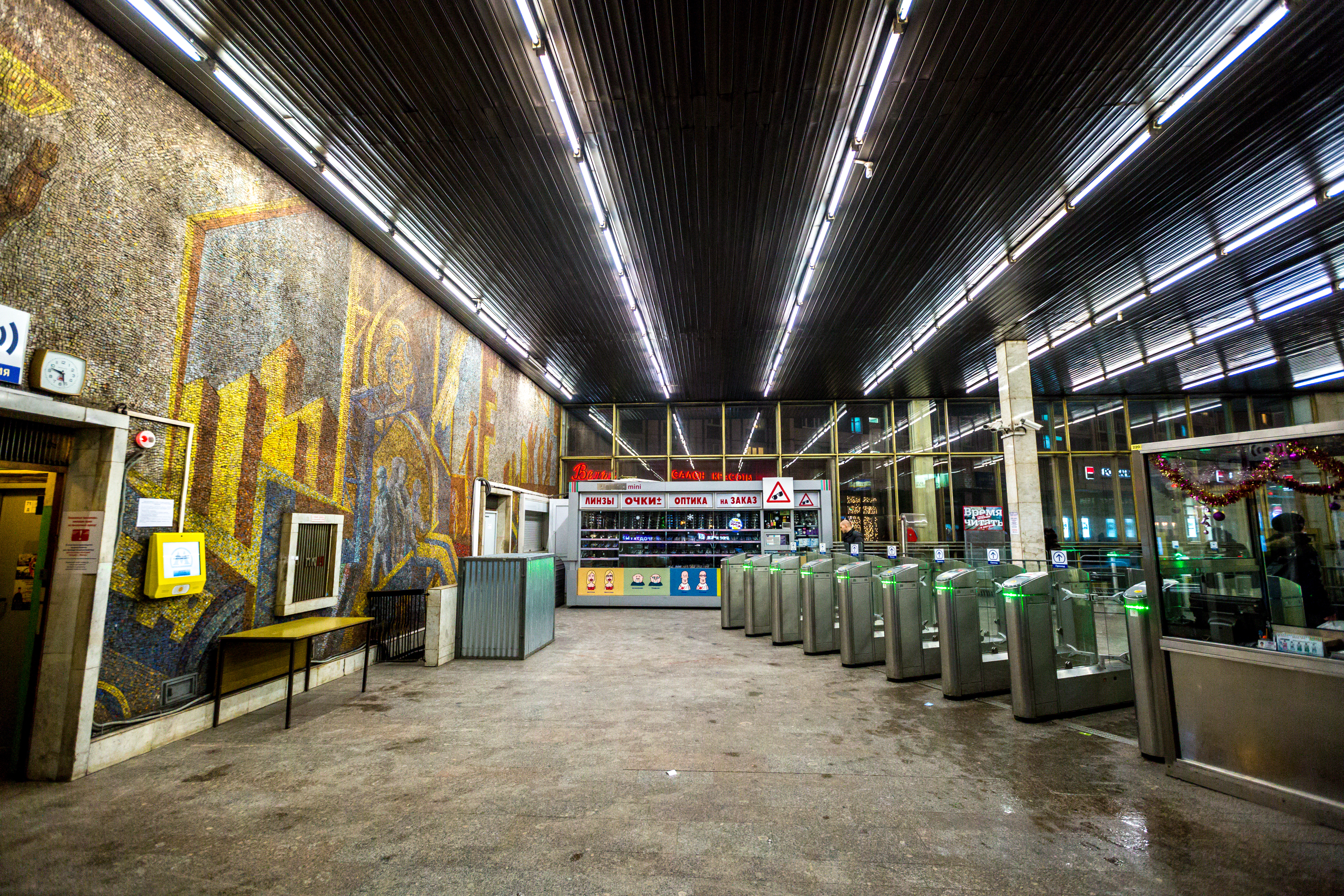
Vestíbulo de la estación Chertanovskaya
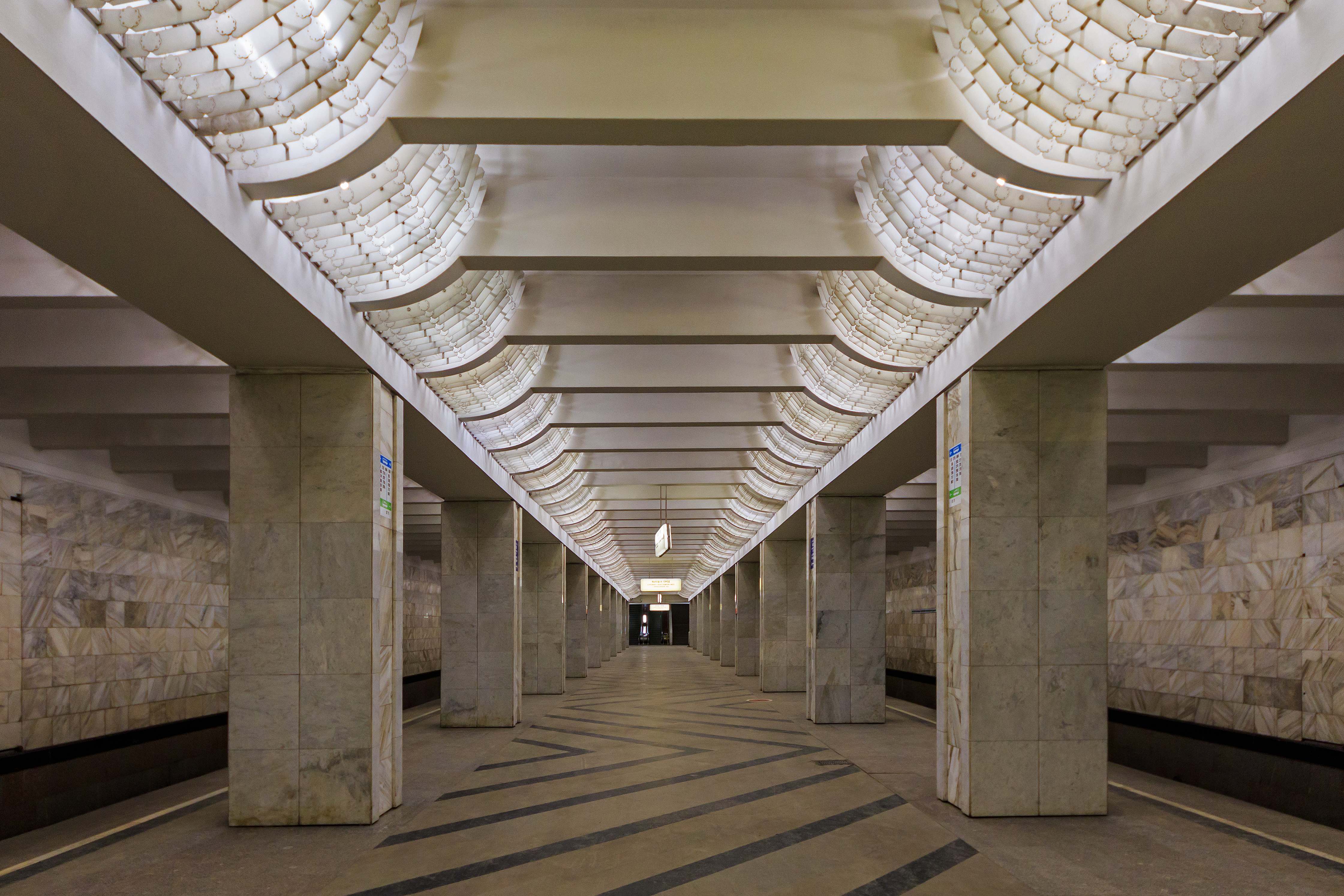
Estación Domodedovskaya
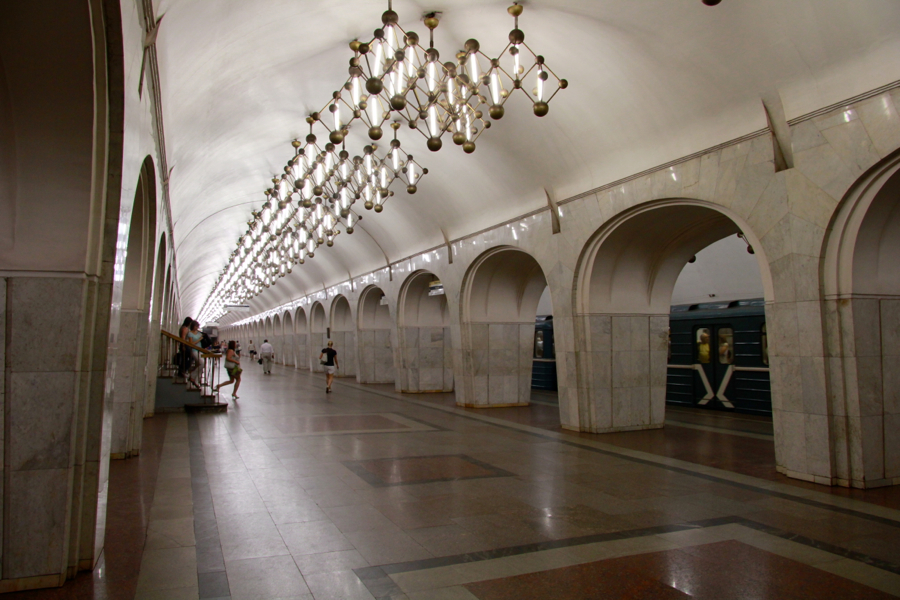
Estación de Mendeleyevskaya
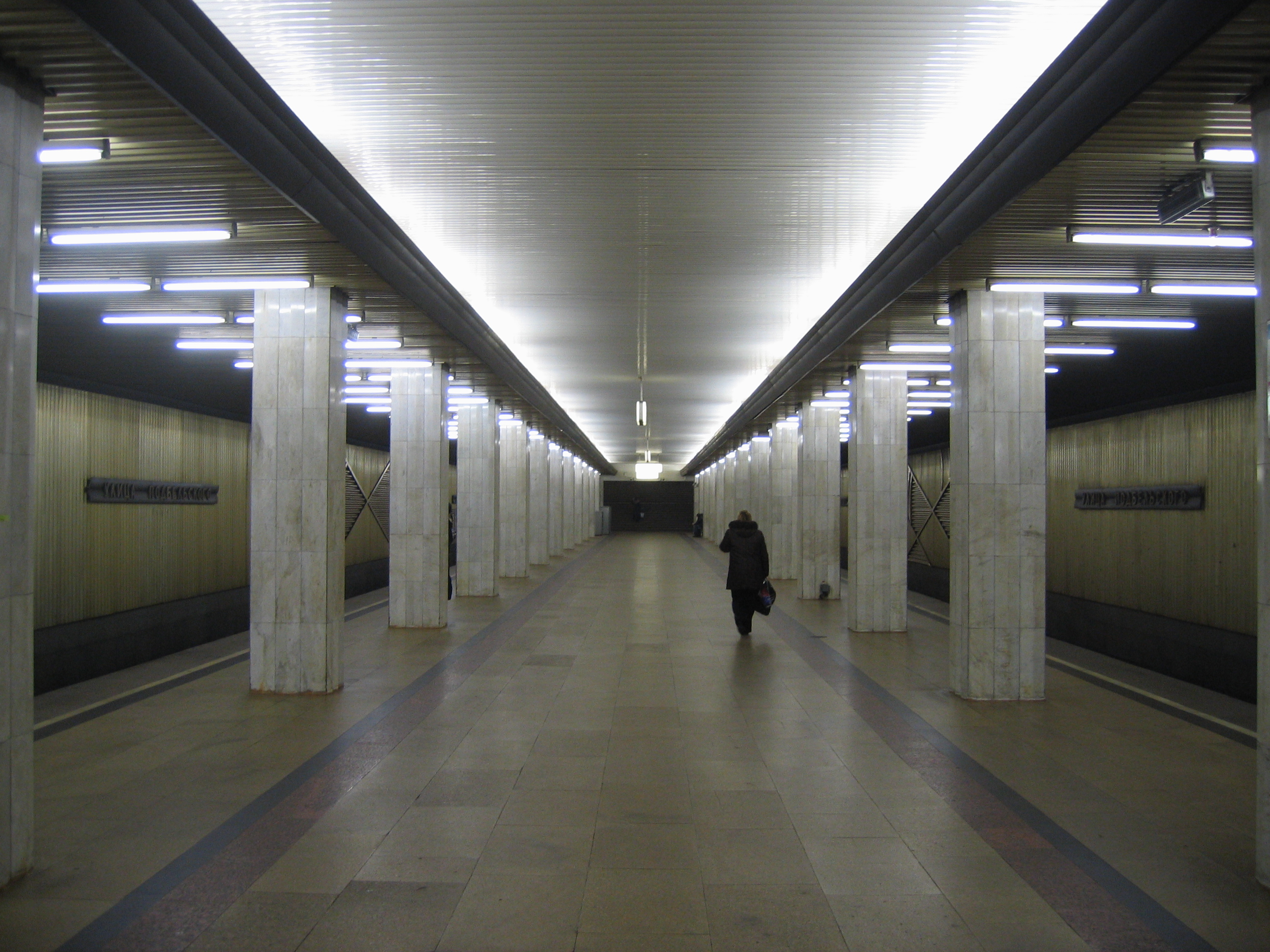
Estación Bulvar Rokossovskogo
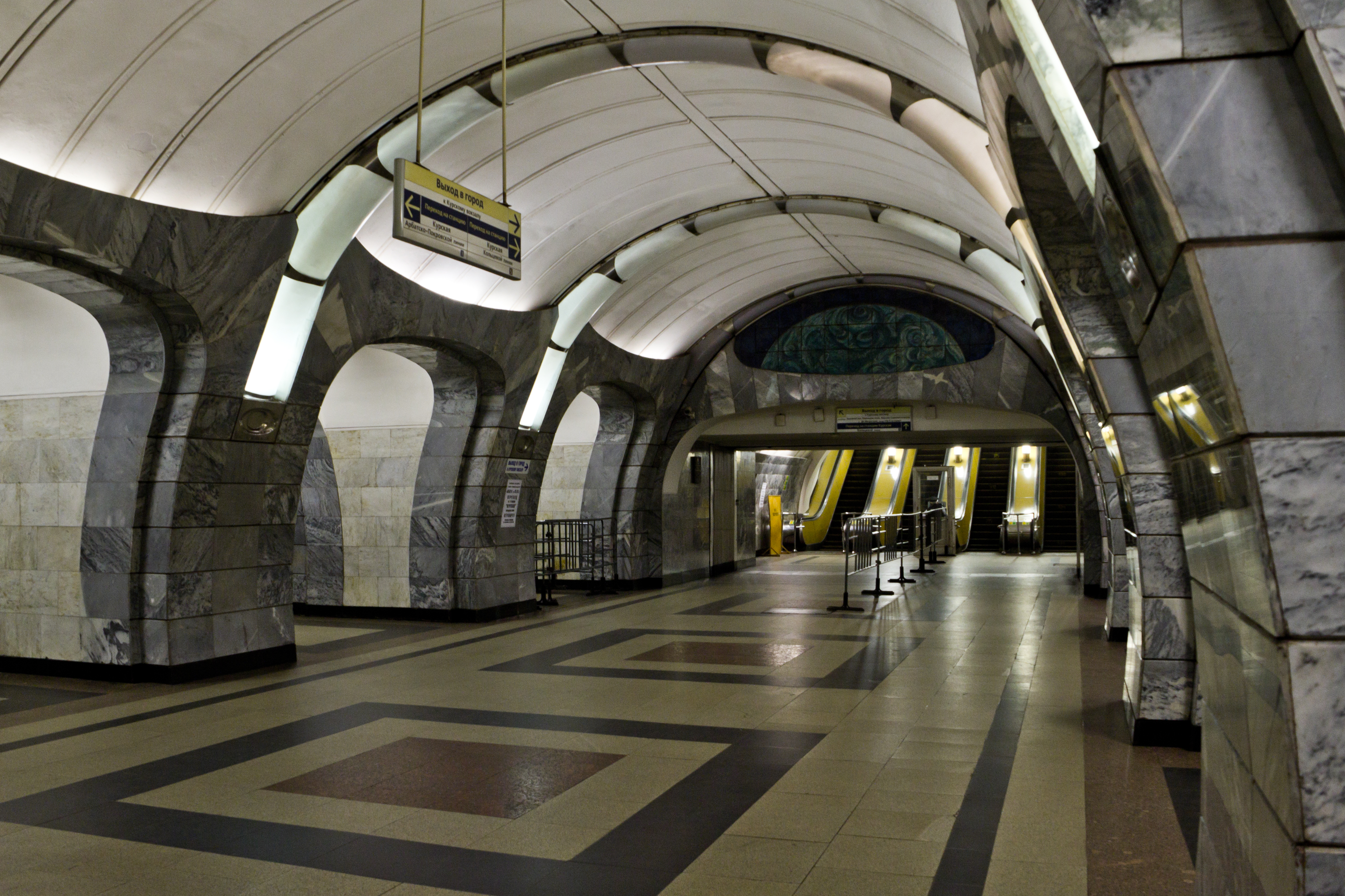
Estación de Chkalovskaya
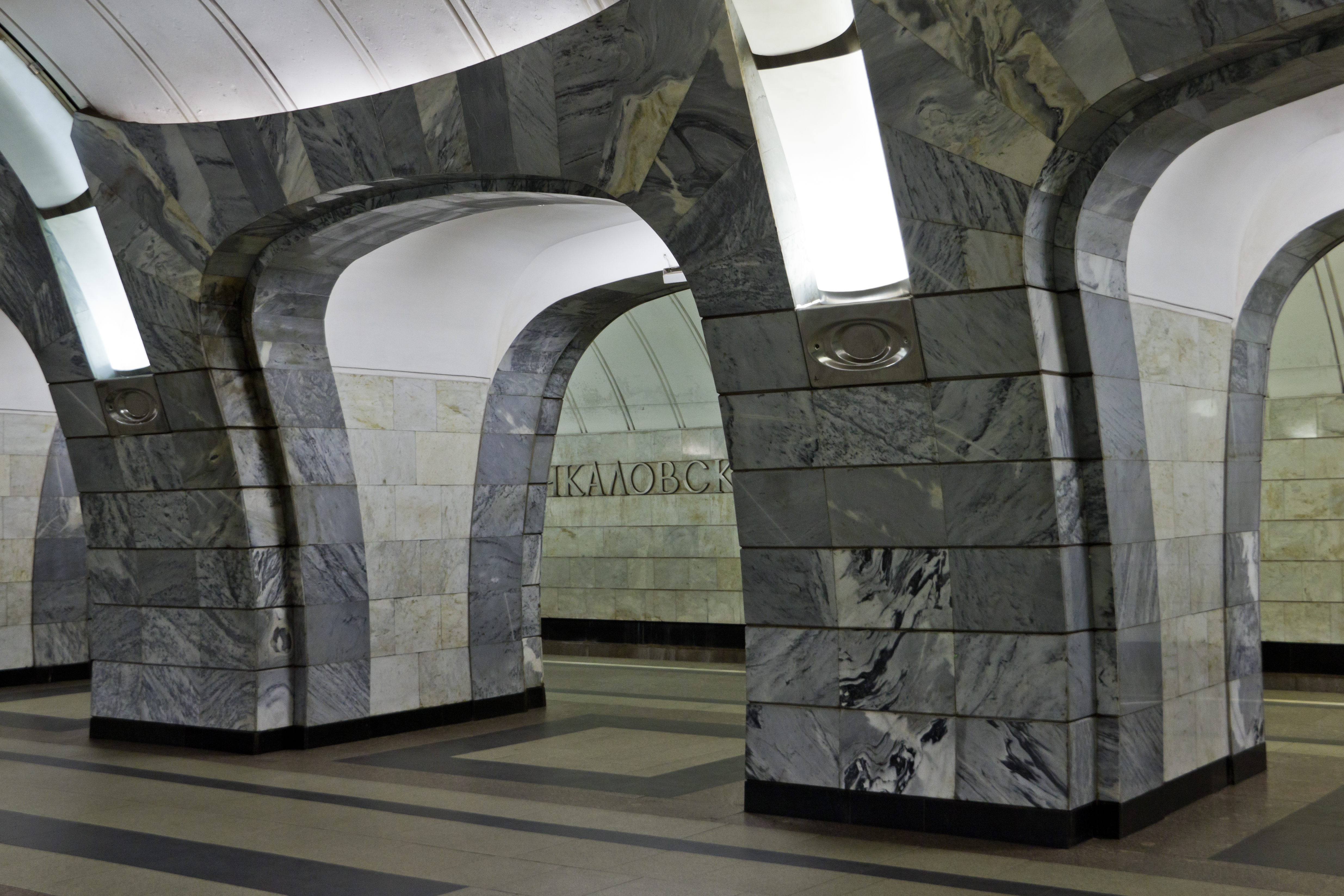
Detalle de la columna de la estación Chkalovskaya

- Datos: Q4063825
- Multimedia: Nina Alyoshina / Q4063825